# 진나라
진(秦, 기원전 221년 ~ 기원전 206년)은 중국 최초의 통일 왕조로, 동아시아 최초의 국가원수를 황제로 지칭한 제국이다. 국성은 영성 조씨(嬴姓趙氏) 또는 영성 진씨(嬴姓秦氏)다. 본래 춘추전국시대의 국가 중 하나였던 진나라는 기원전 4세기쯤 전국 시대 때 상앙이 행한 법가에 따른 개혁에 의해 급속도로 강성해졌고, 기원전 221년에 진 시황제에 의해 전국 시대를 통일하면서 중국 역사상 최초의 통일 국가가 되었다. 진나라의 지배기간 동안, 중국에서는 무역이 증가하였고 농업이 발전되었으며 치안이 강화되었다. 또한 토지 지주제를 폐지하여 중앙정부가 국민들을 직접 통치할 수 있었다. 진시황(秦始皇)은 만리장성, 아방궁, 진시황릉, 병마용갱과 같은 대규모의 토목공사들을 벌였으며, 화폐, 도량형 등을 통일하며 중국을 단일한 문화권으로 묶는데 큰 기여를 하였다. 군사력 역시 발전하여, 전술이나 무기, 운송체계 등이 발전하게 되었다. 다만 황제의 입맛에 맞지 않는 학문들을 탄압하였으며, 정부에 반항하는 학자들을 압살하며 분서갱유와 같은 학문적 탄압도 벌였다.
진나라는 강성했지만, 통일 이후 오래가지 못했다. 기원전 210년, 진시황이 사망한 뒤 그의 아들 호해가 황제의 자리에 올랐고, 환관 조고와 같은 탐관오리들은 호해를 이용해 권력을 휘두르려 했다. 이들은 부정부패를 저지르며 국정을 어지럽혔으며, 전국 곳곳에서는 이들에 불만을 품고 반란이 일어났다. 결국 진나라는 마지막 황제인 자영이 초패왕 항우에게 항복하며 멸망하였으며, 진나라의 뒤는 유방이 세운 한나라가 이었다. 진나라는 중국을 15년이라는 극히 짧은 기간 동안 통치하였으나, 통일 왕조의 기반을 놓고 황제 체제를 확립하였다는 점에서 중국 역사 전반에 크나큰 영향을 미쳤다.

## 역사

### 주나라 시대
기원전 900년즈음에 주의 효왕(孝王)을 시중들고 있던 비자(非子)가 말의 생산을 실시해, 공적을 올렸으므로의 영(嬴)이라는 성을 받고 대부가 되어, 진(秦) 땅에 영지를 받았다고 한다.
진이 최초로 흥한 장소는 현재의 간쑤성 리 현 부근이며, 현재 이 땅에서 진의 선조의 능묘라고 추정되는 것이 발견되어 주목을 받고 있다. 기원전 770년에 주나라가 견융(犬戎)에 쫓겨 도성을 동쪽으로 천도하는 과정에서 양공(襄公)은 주 평왕(周平王)을 호위한 공으로 주의 구지인 기(岐)에 봉해지게 되었고, 이후 진은 제후의 반열에 오른다.

### 춘추, 전국시대
진은 춘추시대에 들어가는 동시에 제후가 되었지만, 풍속적으로는 중원 제국(諸國)과 크게 달라 야만스러운 나라라고 업신여김을 받았다. 역대 진후(秦侯)는 주로 서융(西戎)과 항쟁하면서 영토를 확장했고, 법률 정비 등을 실시하여 나라의 기틀을 만들어 갔다. 기원전 677년에는 수도를 옹성(雍城, 현재의 산시성 바오지시 펑샹 현)에 두었다.
9대 목공(穆公)은 백리해(百里奚) 등 타국 출신자를 적극적으로 등용, 서융을 크게 토벌해 서융의 패자가 되었고, 주변의 소국을 합병하고 영토를 넓혀 이웃 진(晋)에 필적할 정도가 되었다. 때마침 진(晋)이 여희(驪姬)의 난을 겪으면서 혜공(惠公)을 옹립하지만, 혜공은 배신을 일삼았다. 목공은 혜공의 군대를 한원에서 격파했다. 또한 혜공 사후에는 혜공의 형 중이(重耳)를 진공(晋公)으로 즉위시켰다. 중이가 진(晋)의 명군 문공(文公)이 되었고, 진문공을 통하여 진(晋)은 다시 강국의 풍모를 되찾는다. 그러나 문공 사후, 진(秦)은 다시 진(晋)을 격파하고, 영토를 강탈했다. 이러한 실적에 근거, 목공은 춘추 오패의 한 사람으로 꼽힌다.
그러나 목공이 죽었을 때, 177명의 가신들은 순장의 풍습을 따라 함께 죽었고, 명군과 인재를 한 번에 잃은 진나라는 기세를 잃어 영토는 축소되었다. 나라를 유지할만한 힘은 아직 유지하고 있었지만, 춘추시대 중기 이후 주역은 북쪽의 진(晋)과 남쪽의 초(楚)였고, 진은 이에 비하여 한 발 밀려나 있던 상황이었다.
전국시대에 진은 전국칠웅(戰國七雄)의 하나로 불린다. 이웃나라 진(晋)은 내부에서의 권력 싸움의 끝에 한(韓)·위(魏)·조(趙)의 삼국으로 갈라졌다. 이렇게 갈라진 삼국을 삼진(三晋)이라 부른다. 삼진 중 위나라가 전국 초기, 명군 문후(文侯)에 의해 강하게 성장하였고, 진은 위에게 압박을 받고 영토를 빼앗긴다.
이 상황에 분개한 25대 군주 효공(孝公)은 넓게 인재를 구해 대세를 만회할 수 있는 방책을 찾았다. 이에 응한 자가 그 유명한 상앙(商鞅)이다. 상앙은 행정 제도의 개혁·십오제(什伍制)의 채용 등을 실시해, 진을 강력한 중앙집권 체제로 다시 태어나게 했다. 이러한 상앙의 변법 운동에 의해 진은 철저한 법치주의 국가로 변모하였고, 국내의 생산력, 군사력을 높여 서서히 다른 여섯 나라를 압도하였다. 효공은 기원전 350년, 도성을 함양으로 옮기고 본격적인 천하 경영을 모색하기 시작한다.
그 후 효공의 아들이 강해진 국력을 기반으로 기원전 324년에 왕을 칭하니, 이가 혜문왕(惠文王)이다. 기원전 316년에 혜문왕은 파촉(巴蜀)을 점령하고 이 땅의 개발을 실시하여 한층 더 생산력을 올려 장강(長江) 상류를 차지하게 되었고, 장강을 따라 진격할 수 있게 되어 초를 압박할 수 있었고, 초와의 싸움에서 압도적으로 유리한 입장에 섰다. 혜문왕은 모략가인 장의(張儀)를 등용하고, 초를 질질 끌어 돌려 전쟁으로 격파해, 초회왕(楚懷王)을 사로잡는데 성공한다. 혜문왕은 위와 한의 왕들을 각각 마부와 배승으로 삼을 정도로 굴복시켰다. 하지만, 혜문왕의 아들 무왕(武王) 시기에 그가 장의를 내쳐버리자 장의는 위에 망명, 이로 인한 한과의 격전 끝에 많은 군사를 잃었고, 혜문왕은 사고사하여, 후계자 싸움이 일어나 전력이 후퇴해 버린다.
이 시기 동쪽에서는 제(齊)나라가 신장하고 있어, 은나라의 후예인 송(宋)나라를 병합하는 등 주변 제국을 압박하고 있었다. 기원전 288년 당시에는 제를 동제, 진을 서제라고 칭했다. 제나라가 곧바로 제호를 취소했으므로, 진도 취소하지 않을 수 없었지만, 이 시기는 서쪽의 진나라, 동쪽의 제나라 2강국 시대를 만들고 있었다. 그러나 제나라는 연(燕)나라의 악의(樂毅)가 지휘하는 5개국 연합군에 의해 수도 임치(臨淄)가 함락되어 망국 직전까지 몰리는 위기를 겪게 되었고, 이러한 소용돌이 속에 진나라는 강국의 위치를 굳건히 할 수 있었다.
혜문왕의 아들이자 무왕의 이복동생인 소양왕(昭襄王)의 시대에 재상 위염(魏冄)과 백기(白起) 장군의 활약으로 진은 몇 번이나 승리를 거둔다. 그러나 소양왕을 즉위시킨 재상 위염의 권력이 너무 커진 것을 우려한 소양왕은 재상 위염을 숙청하고, 대신 범저(范雎)를 등용한다. 범저가 진언한 것은 유명한 원교근공(遠交近攻) 책략이다. "가까이에 있는 한·위를 거느리고, 먼 제나라와의 싸움을 거듭하고 있었지만, 이것으로는 승리해도 얻을 수 있는 것은 먼 땅이 되어, 지키는 것이 어려워진다. 이에 대해서 먼 제나라나 연나라와 동맹해 가까운 한·위·조를 공격하면 가까운 땅이 손에 들어 오게 되었고, 이는 곧바로 진의 영토로 집어 넣는 것이 용이해진다." 이것이 원교근공책이다. 감동한 소양왕은 이 진언을 채택하고, 범저를 재상으로 삼았다.
기원전 260년에는 백기가 조나라로 진격, 장평 전투를 통하여 조군을 격파, 조의 포로 40만 명을 생매장하여 조나라의 예기를 꺾어버린다. 기원전 255년에 주나라를 멸해 그 영지를 접수하여 진의 위세는 한층 더 높아졌다.

### 천하 통일
전국시대가 점점 무르익음에 따라 칠국 전쟁의 양상은 점차 총력전에 가까워졌다. 이것은 국가 간의 전쟁이 결코 군사력뿐만이 아닌 정치력, 외교력, 경제력까지 밑바탕이 돼야만이 상대방을 찍어 누를 수 있는 것을 의미했다. 이런 시대적 변화를 맞이하여 진(秦)나라의 정치, 군사 정책도 변화를 맞이하게 된다.
당시 진나라의 영토는 천하의 3분의 1, 인구는 천하의 10분의 3, 부는 천하의 10분의 6을 차지했다. 하지만 진나라는 그럼에도 개혁을 거듭하여 진시황의 즉위 이후 내정적으로 진나라는 육국 백성들을 적극적으로 받아들여 육국의 인민을 빼앗는 정책을 펼치고 종래의 수급제를 수정하여 무분별한 살육을 막고 그 포로들을 진나라의 노동 자원으로 활용한다. 그리고 대규모 토목사업을 일으켜 진나라의 국력을 부강하게 만든다. 그중 정국거라는 수로는 서쪽의 경수(涇水)를 끌어들여 동쪽의 낙하(洛河)의 물을 댈 수 있는 관개수로로 정국거를 건설함으로 인하여 관중지방에는 2억 2천만 평의 농경지가 새로 생겨나고 그로인해 4천만 섬의 곡식이 생산되었다고 한다. 이것은 진시황 통일전쟁 기간 진나라가 한 해도 거르지 않고 수십만의 대군을 동원할 수 있는 원동력이 되었다.
한편 진나라는 울료, 이사, 요가 등의 중신들을 중용하고 외교적으로는 육국의 대신들을 매수해 왕과 호신들을 이간질하며 각종 첩보전을 펼쳐서 육국의 합종을 막고 육국 조정 내부의 분열을 조장했다.

#### 조나라 침공

##### 1차 침공
기원전 236년, 진나라는 조나라(趙)를 본격적으로 공략하기 전에 이사의 계략을 써, 간첩으로 하여금 조나라와 연나라의 관계를 이간질하여 양국이 전쟁을 일으키게 했다. 이 계책이 먹혀들어 조나라는 연나라와 전쟁을 일으켰고 진나라가 침공할 당시 조나라의 주력군은 연나라를 공격하고 있었다.
조나라가 연나라와 전쟁을 일으키자 연나라를 돕는다는 구실로 진나라는 대군을 일으켜 남과 북 양로의 길을 빌려 조나라로 진격시켰다. 번오기(樊於期)와 양단화의 남로군은 안양과 업으로 진격하고, 왕전의 북로군은 요양과 언여로 진격하여 점령하였다. 진나라의 군대는 주력군이 빠진 조나라의 군대를 격파하며 9개의 성읍을 점령하고 조나라의 영내를 파죽지세로 장악해 가며 남로군과 북로군으로 하여금 남북에서 한단을 협공해 일거에 조나라를 멸망시키려고 했다. 예상치 못한 진나라의 침공으로 국내 형세가 매우 위급해진 조나라는 설상가상으로 조 도양왕이 병사하고 그의 아들 조왕 천((遷))이 뒤를 이었다. 조왕 천(遷)은 연나라 정벌에 나가있던 조나라의 주력군에 귀환을 명령하고 한단성 북쪽 태행산의 험함과 한단성 남쪽 장수(漳水)와 그 연안을 따라 축조된 장성에 의지하여 굳게 지킴으로써 진나라의 군사들과 대치상태로 들어가게 되었다.
이때 진나라에서 몇 가지 문제가 발생한다. 하나는 여불위에 관한 문제로 노애의 반란사건과 연루되어 승상직을 박탈당하고 하남의 봉지에 들어가 지내던 여불위에게 관동의 여러 제후들이 사람을 빈번히 보내 왕래를 한다는 것을 진시황은 알게 되었고 이는 여불위에 대한 경각심을 높이게 하는 원인이 되어 결국 여불위 일가를 귀양보내듯 사천으로 이주 명령을 내린다. 다음 해 여불위는 스스로 목숨을 끊는다.
다른 한 가지는 조나라를 수월하게 공략하기 위해 조나라를 공격하기 전 진나라와 위나라가 우호 조약을 체결하였는데, 위나라는 진나라의 힘을 빌려 초나라의 영토를 빼앗으려고 기도했다. 또한 진나라에도 위나라와 협력하여 초나라를 공격해야 한다는 여론이 강해져 결국 진나라는 공격목표를 조나라에서 초나라로 전환하고 이러한 일들로 인해 1차 조나라 정벌이 흐지부지 끝나고 두 나라는 1년간의 휴전기간을 갖게 되었다.

##### 2, 3차 침공
진왕 정(政) 13년, 기원전 234년 (조왕 천(遷) 2년) 진나라의 수뇌부는 조나라와의 전쟁이 채 끝나지 않은 상태에서 위나라와 함께 초나라를 공략하는 것에 대해 부정적인 생각을 갖게 되고 다시 조나라를 침공하는 것으로 결정을 내려 번오기를 대장으로하여 10만의 진군을 동원하여 조나라 남부로부터의 공격을 개시했다. 번오기가 이끄는 진나라군은 조나라군의 방어망을 피해 장하(漳河)의 하류를 우회하여 한단의 남동쪽 평양(平阳), 무성(武城)을 공격한다. 조나라에서는 대장 호첩이 대군을 이끌고 두 성을 구원하러 간다. 6월 번오기가 이끄는 진군은 대장 호첩이 이끄는 조나라군과 회전을 벌여 조나라군을 대파해 10만 조나라군의 목을 베고 호첩을 참살한다. 평양과 무성은 진나라군에 점령당한다.
진왕 정 14년, 기원전 233년 (조왕 천(遷) 3년) 일전에 대승리를 거둔 번오기는 다시금 출격한다. 상당에서 출발하여 태행산을 넘은 진나라군은 조나라 중부로부터의 진군을 개시했다. 번오기는 조군의 주력을 격파하고 적려(赤麗)와 의안(宜安)을 공격하여 점령한 다음 한단의 배후로 진격한다. 조나라의 주력군이 섬멸되고 한단을 향해오는 진군에 위기감을 느낀 조왕 천은 흉노군을 방어하고 있는 이목을 대장군으로 임명하고 북방의 군사를 이끌고 진군을 영격하도록 명했다. 이목은 조왕의 명령을 받아 대군의 5만 정병 가운데 1만을 남겨두고 나머지 병사들을 데리고 신속하게 남하를 했다.
한단의 조나라 군대와 합세한 이목의 군대는 지금의 하북성 고성현 서남쪽에 있는 의안(宜安)과 인근의 비하(肥下)에 도착하여 보루를 높게 쌓고 잇단 승리로 사기가 충만한 진군을 막아내며 싸움에 응해주지 않는다. 이목이 의안의 성문을 걸어잠그고 매일 소를 잡아 병사들을 배불리 먹이고 활쏘기 연습이나 시키자 군사들이 오히려 진나라와 싸우게 해달라고 요청하였으나 이목은 듣지 않았다. 번오기는 의안(宜安)까지 내려온 조군이 싸움에 응해주지 않자 조바심을 냈다. 진나라군은 먼길을 돌아서 온 마당에 지구전을 펼칠 여력이 없었기 때문이었다. 진나라군은 어떻게 해서든 거점안의 조나라군을 밖으로 끌어내 단기결전을 유도해야만 했고, 이에 번오기는 주력부대를 이끌고 비하 땅을 맹공하였다. 이를 통하여 조나라군의 구원군이 나오도록 한 뒤 조나라군의 영채를 급습하려고 했지만 번오기의 속셈을 꿰뚫고있던 이목은 위위구조(圍魏救趙)의 전략을써 조나라군을 3로로 나누어 진나라의 진지를 기습공격하여 점령하였다. 진나라군의 주력부대가 나가있어 수비군이 적어진 데다가 조나라군이 굳게 수비만 한 까닭에 갑작스런 공격을 예상치 못했던 진나라군은 방비가 소홀했고, 그로인해 조나라군에 쉽게 본채를 함락당하게 된다.
비하(肥下)를 공략 중이던 번오기는 본채가 함락당했다는 소식을 듣고 크게 놀란다. 이목에 의해 보급이 끊겨버린 것이다. 선택의 여지가 없었던 번오기는 다급하게 군사들을 되돌려왔다. 하지만 이것은 이목이 기다리던 바였고 이를 미리 예상하여 매복하여 진을 친 후, 황급히 되돌아오는 진나라군을 정면에서 막게하고 주력부대로 하여금 양쪽에서 치게하여 수차례의 접전 끝에 진나라군을 대패시키고 진나라군 10만 명을 섬멸하였다. 이목이 번오기의 진나라군을 전멸시키자 본국의 처벌이 두려웠던 번오기는 연나라로 도주하게 된다.

##### 4차 침공
진왕 정 15년, 기원전 232년 (조왕 천(遷) 4년) 진나라는 다시금 대군을 일으켜 군사를 양대로 나누어 남로군은 업성(鄴城)에 집결시키고, 북로군은 태원(太原)에 집결시켜 남북에서 한단을 협공해 일거에 멸망시키고자 했다. 태원에서 출발한 북로군은 지금의 산서성 양곡현(陽曲縣) 부근인 낭맹(狼孟)을 점령한 다음 태항산을 넘어 계속 진격하여 지금의 하북성 평산현(平山縣) 남쪽의 번오(番吾)를 공격했다. 진나라가 침공하자 조왕 천(遷)은 이목을 불러들여 대장으로 삼는다. 조왕 천(遷)은 걱정거리가 있었다. 조나라에는 그해 가뭄이 와 농지는 많은 피해를 입고 일부 지역에서는 농작물이 아예 죽어버려 곡물을 수확할 수가 없었다. 게다가 진나라의 잦은 침공으로 국내는 혼란스러웠다. 기근이 덮친 데다 전쟁으로 인해 혼란이 계속된다면 조나라의 통치체계에도 균열이 올 것이 분명했다. 그래서 조왕 천(遷)은 이목에게 첫번째 전투에서 되도록 빠른 결전을 내 승리하여 전쟁을 오래 끌지 않도록 요청했다.
이목은 남수북공의 계획을 세우고 북로군을 집중적으로 공격하여 승리한 후에 남로군을 공격하기로 했다. 그리하여 사마상에게 업을 지켜 남로군을 막게하고 이목은 주력군을 이끌고 북쪽으로 내달아 진나라군을 공격했다. 잇다른 회전에서 북로군을 번오(番吾)에서 격퇴하고 진나라군이 후퇴하게 한 다음 곧바로 군사를 이끌고 남하하여 남로군과 조우하였다. 북로군이 이목이 이끄는 조나라군에 의해 패퇴했다는 소식을 듣고 승산이 없다 판단한 남로군도 잇달아 퇴각하게 되어 진나라의 4차 조나라 침공전이 끝나게 된다. 이목이 전투에서 승리했지만 조나라의 손실도 막대했으며 인력, 물자의 부족으로 인해 추격전을 펼칠 수 없어 진나라군을 섬멸하지는 못했다.
거의 매해 수십만 대군을 이끌고 침공해온 진나라로 인해 물적, 인적 자원의 소모가 막심하여 조나라는 도저히 홀로 진나라의 침공을 저지할 수 없다고 판단했다. 초, 위나라는 약화되고, 연나라와 조나라는 불편한 관계였기에, 제나라의 인적 물적 지원을 뒷받침해야만 비로소 진나라에 맞설 수 있었다. 조나라는 사신을 파견하여 제나라와의 동맹을 도모하였지만 이런 조나라의 로비행위를 알아챈 진나라는 이를 와해시키기 위해 즉시 사람을 보내 제나라 조정에 수만에 달하는 황금을 뿌렸고, 성사될 뻔한 제나라와 조나라의 동맹을 무산시켜 조나라를 고립시켰다.

#### 한나라 멸망
조나라를 멸망시키기 위해 수십만을 동원한 수차례의 원정이 조나라의 저항에 막혀버리자 진시황은 큰 고민에 빠졌다. 이때 울료는 대형군사작전을 통하여 육국을 직접 타격하는 방식을 바꾸어 육국의 호신(豪臣)들을 매수해 육국을 내부로부터 붕괴시키는 방법으로 대응하자고 진시황에 건의했다.
"진(秦)은 강하고 제후(諸侯)는 비유하자면 군현(郡縣)의 군주와 같으나, 신(臣)은 다만 제후(諸侯)의 합종(合從)이 두렵고, 한꺼번에 뜻하지 않게 일어난다면 이는 곧 지백(智伯)ㆍ부차(夫差)ㆍ민왕(湣王)이 망한 이유입니다. 원컨대 대왕(大王)께서 재물을 아끼지 마시고 그 호신(豪臣)에게 뇌물을 주며 그 지모를 어지럽힌다면, 불과 30만 금(金)을 잃고 제후(諸侯)를 모두 얻을 수 있습니다."— 울료

30만 금은 진나라 국고의 거의 전부에 달하는 것이었지만, 울료의 계략이 30만 금보다 훨씬 큰 이익을 가져올 것임을 안 진시황은 이를 받아들였고, 아예 국고를 울료에게 넘겨주어 마음껏 쓰게하고 어디에 쓰는지 묻지 않기로 했다. 그리하여 울료는 본격적으로 사람을 보내 육국의 관리들을 매수하기 시작했다.
울료의 첫 번째 목표는 한(韓)나라였다. 한(韓)나라는 삼가분진(三家分晉) 이후 상당군과 삼천군을 점거해 강한 국력으로 위세를 떨쳤지만 소후의 짧은 번영이 끝나고 곧바로 쇠락하기 시작했다 그리고 한나라는 육국중에서 가장 약한 나라였다. 오랜 기간 진나라의 동진을 막아내며 분전하였지만 한나라는 크게 쇠퇴하여 대부분의 영토를 빼앗기고 남은 영토는 수도인 신정과 옛 도성이었던 양적뿐이었다. 양적이 위치한 지역을 한나라 사람들은 남양라고 불렀다. 당시 한나라 남양의 가수(假守·임시 군수)였던 등(騰)은 출신이 불분명했다. 이름은 있지만 성이 없었다. 그는 한나라의 명문 거족출신도 세습 귀족도 아니어서 충성도가 낮았고 매수 가능성이 높았다. 울료가 매수하려는 사람들이 바로 이와 같은 사람들이었다.
진왕 정 16년, 기원전 231년 한(韓)나라의 남양태수 등이 남양땅을 통째로 들어다 진나라에 투항하는 일이 발생한다. 진나라는 한나라의 남양땅이 통째로 투항해오자 본래의 조나라를 멸하려던 계획을 바꿔 한나라를 먼저 멸하기로 결정한다. 진나라는 남양을 접수한 뒤 등을 태수로 명하고 실제로는 이곳을 전진 기지로 삼아 언제든 한나라를 공격해 멸할 만반의 준비를 마치도록 했다. 진왕 정 17년, 기원전 230년 내사(内史)로 임명된 등이 진시황의 명을 받아 10만의 진군을 이끌고 조나라를 공격하는척 하다 기습적으로 남하해 황하를 건너 한나라의 신정을 공격했다. 갑작스러운 공격이었고 설사 알았다고 해도 진군의 공격을 저지할 무력조차 없었던 한나라는 속수무책으로 당할 수밖에 없었다. 진나라군은 빠르게 한나라의 수도인 신정에 다달았다.
한나라의 조야는 경악했다. 등은 오랫동안 한나라의 관리로 있었고 한나라의 내부사정을 잘 알고 있었기에 그가 한나라 정벌의 사령관으로 온 이상 한나라가 살아남을 가능성은 낮았다. 또한 내사(内史)라는 관직은 관중의 전체 방어업무를 관장하는 진나라의 고위층이었다. 투항자인 등이 진나라에서 받는 대우를 보고 한나라의 대신들과 한왕 안(韓王安)은 자신들도 투항을 망설이게 된다. 이때, 울료는 한왕 안(韓王安)에게 서신을 보내 항복을 권유했고 후작지위의 보전을 약속한다. 진나라의 철저한 준비하에 계획된 침공이었다. 한나라는 강력한 진나라군에 의해 막다른 곳에 몰렸고, 타국의 지원은 요원해보였다. 저항이 무의미해 멸망이 단지 시간문제임이 분명했다. 조정에서의 짧은 담론이 있은 후, 한왕 안(韓王安)은 진나라에 항복하고 한나라는 멸망하게 된다.
한나라 멸망 후 한왕 안(韓王安)은 남군 영도(郢都)의 황산(荒山)에 유배됐고, 진나라는 새로운 관리를 대거 파견해 신정을 접수했다. 대다수의 한나라군은 진나라 군대로 편입되고 한나라 관리와 귀족들은 쫓겨났으며 영지도 대부분 몰수당한다. 진나라는 피 한방울 흘리지 않고 고스란히 한나라의 군민을 얻었지만 조야에서 철저히 배제된 한나라 귀족들의 불만은 고조되었다. 피 한방울 흘리지 않은 것은 그들도 마찬가지였고 세력도 온전했다. 후에 신정에서 한나라의 구 귀족들은 집단으로 반란을 일으키나 진압당한다.

#### 조나라 멸망
4차 침공 이후 진나라 군대는 3년의 휴식기간을 가졌다. 그동안 진나라는 가만히 있기만 한 것은 아니었다. 기습적으로 한나라를 공격하여 항복을 받아 멸망시킴으로써 근 10만에 달하는 병력을 고스란히 얻었고, 잦은 전쟁으로 줄어든 병력을 회복하고 호적제도를 정비해 국가 통제력을 강화함으로써 동원력을 높여 다시금 정벌전을 기획하고 있었다. 한나라 멸망 후 다음 목표는 거리로 보나 국력으로 보나 위나라가 될 것이 분명했다.
한편 조나라는 몇 년 동안 천재지변에 시달렸다. 기원전 231년에는 대군에 대지진이 일어나 낙서(洛西) 서쪽부터 북쪽으로는 평음(平陰)까지 대부분의 건물이 무너져 큰 피해를 입었고, 이듬해 나라 전체에 가뭄이 들어 기근으로 고통받았다. 연속된 재해로 인해 백성들은 도탄에 빠지고 군사력은 약화된다. 마치 조나라의 멸망을 암시하는 듯했다. 마침 한나라를 정벌하던 해 진나라 관중 지방에도 기근이 들어 고통받는 백성들이 많았다. 이로 인하여 진시황은 조나라 정벌을 미루려고 했다. 그러나 조나라 정벌을 주장하는 이들이 있었다. 울료, 이사를 위시한 강경파는 조나라를 육국 겸병의 가장 큰 적이라 보았다. 그들은 조나라의 군사력을 경계했다 그리고 장평 대전에서 쇠락했어도 삼진(조,위,한)중 가장 강한 나라가 조나라였다. 일찍이 망명한 염파가 초나라의 장수로 지낼 때, 염파는 초나라의 군사가 조나라의 군사만 못하다고 탄식했다. 조나라의 군대는 질적으로 강했다. 조나라가 진나라에 완강히 버티는 것은 조나라 병사의 개개인의 질적인 강함이 근본적인 원인이었다. 진나라 조정의 강경파는 지금이 아니면 조나라를 정벌할 수 없다고 주장하며 나라에 기근이 들었음에도 불구하고 진시황에게 조나라 정벌을 강력히 건의한다. 진왕은 그것을 타당하다 여겼다. 그리하여 진나라는 조나라가 약화된 틈을 타서 대대적으로 군사를 일으켜 진격한다.
진왕 정 18년, 기원전 229년 (조왕 천(遷) 7년) 진시황의 명령하에 진나라는 30만에 이르는 대군을 소집해 3로 방향으로 한단을 향해 진군시킨다. 3로 중 하나는 왕전이 이끄는 주력군으로 20만에 달했다. 태행산에서 출발해 정형을 점령하고 조나라의 중부를 공격해 들어간다. 다른 하나는 양단화와 강외가 이끄는 군으로 하내의 진나라군 8만을 이끌고 임장(臨漳)을 지나 조나라의 수도 한단을 향해 북상하여 포위한다. 강외는 한단의 주변부를 공략한다. 다른 하나는 이신이 이끄는 군으로 태행산에서 출발해 운중을 건너 대군을 공략한다.
진나라의 군대는 기근을 무시하고 낸 군대이다. 필시 조나라를 멸망시키지 않고서는 돌아갈 리 만무하다. 이번 전쟁에서 국력을 총동원한 진조 양국의 총 병력은 45만 이상이었고 병력의 수는 진나라가 조나라를 상회했다. 진나라의 전략적 목표는 왕전이 이끄는 주력군이 조나라의 중부를 공략하여 조나라를 남북으로 갈라놓아 조나라 북부로부터 한단으로 가는 지원을 차단하면서 한단을 향해 남하하고 양단화의 남로군은 왕전의 진나라군이 조나라의 중부를 유린하며 한단을향해 남진하는 사이 북상하여 병력이 열세에 놓인 조나라 남부의 방어선을 돌파하고 한단을 공격하는 것이다. 진나라의 공격에 대비해 조나라의 여러 성들은 성문을 걸어잠그고 농성을 준비한다. 조나라의 대장 이목은 사마상으로 하여금 업을 지키게하여 양단화의 남로군을 막게하고 자신은 10만이 넘는 조나라 주력군을 이끌고 북상했다. 왕전의 20만 진나라군이 한단을 향해 진군했지만 이목은 수십 리에 걸쳐 해자와 보루를 쌓아놨고, 진나라군은 수차례의 공세를 펼쳤지만 이목에게 격퇴당하며 양군은 교착상태로 들어가게 된다.
태행산을 넘어 하북 평원으로 진입한 왕전이 이끄는 군사는 근 20만에 달했다. 이목에 의해 발이 묶였지만, 왕전은 우세한 병력을 바탕으로 군을 나누어 조나라의 요충지를 공략할 수도 있다. 그러나 그것은 이목이 바라는 바일 수 있다. 이목은 왕전의 방심을 유도하며 기회를 엿보고 있다.
조나라의 의안에서 번오기가 이목이 수비만하는 것에 방심하고 이목의 대군을 앞에 두고 군사를 나누었다가 갑작스럽게 반격하는 이목에 패퇴당해 전군이 몰살당했다. 이목은 오랫동안 북방의 대군을 경영했고 오랜 골칫거리인 흉노의 기마대군마저 전멸시킨 전력이 있다. 대군의 병사들은 오랜기간 흉노와 싸워와 용맹하며 기동전에 능했고 이목이 이끌고온 대군의 군사중엔 기병이 많았다. 왕전이 번오기보다 좋은 조건으로 군사를 이끌고 왔다고하나 하북평원의 넓은 전장은 변수가 많다. 왕전이 군을 나눈다면 각개격파 될 위험성이 존재한다. 또한 보급로가 노출되고 강력한 북방 기병을 가진 이목이 늘어진 보급로를 가만히 놔둘 리 없다. 왕전은 노련한 장수였고 성급하게 행동하지 않았다. 왕전과 이목의 대결에서 모든 조건이 왕전에게 유리했다. 이 사실을 잘 알고 있는 왕전에게 있어서 왕전이 할 수 있는 최선의 선택은 이목에게 기회조차 주지 않는 것이다. 더 나아가 그는 이목이라는 강력한 벽을 무너뜨릴 다른 방법을 알고 있었다. 왕전은 대군을 이끌고 이목의 조나라군과 대치상태에 들어간 후 장병들에게 굳건히 지키라는 명령을 할 뿐 아무것도 하지 않는다. 그저 진나라 조정에 이목의 제거를 요청하는 파발을 보낼 뿐이었다.
사공마가 말했다.
「그렇다면 대왕의 국가는 백을 들어도 진(秦)에 미치지 않으니 대왕의 국가는 망할 것입니다.」
조왕이 말했다.
「경은 조(趙)와 멀지 않으며 국사를 모두 가르쳐주셨으니, 부디 계략을 따르겠소.」
사공마가 말했다.
「대왕께서 조(趙)의 반을 찢어서 진(秦)에 선물한다면 진(秦)은 칼날을 맞대지 않고도 조(趙)의 반을 얻으니, 진(秦)은 반드시 기뻐할 것입니다. 안으로는 조(趙)의 수비가 싫고 밖으로는 제후의 구원이 두렵기에 진(秦)은 반드시 이를 받을 것입니다. 진(秦)이 땅을 받고 병사가 퇴각하면 조(趙)는 절반의 국가를 지키며 스스로 보존하면 됩니다. 진(秦)이 선물을 받고 스스로 강해지면 산동은 반드시 두려워할 것인데, 조(趙)가 망하면 스스로 위험하기에 제후는 반드시 두려워할 것입니다. 두려움에 서로 구원하며 곧 합종의 일을 이룰 수 있습니다. 신이 청하건대 대왕께서는 합종을 맺으시지요. 합종의 일을 이룬다면 이는 대왕께서 명목으로는 조(趙)의 반을 잃어도 실제로는 산동을 얻고 진(秦)에 대적하는 것이기에 진(秦)은 망할 것입니다.」
조왕이 말했다.
「전날에 진(秦)이 병사를 보내서 조(趙)를 공격하자 조(趙)는 하간에 12개의 현을 선물해서 땅이 깎이고 병사는 약해졌는데도 끝내 진(秦)의 근심을 면하지 못했소. 지금 다시 조(趙)의 반을 나누고 강한 진(秦)에 준다면 힘써도 능히 스스로 보존할 수 없으니, 이 때문에 망할 것이오. 부디 경은 계략을 고쳐주시오.」
사공마가 말했다.
「신은 어릴 적에 진(秦)의 도필(刀筆)이 되었으며 관장(官長)의 도움으로 작은 벼슬을 얻었기에 일찍이 병사의 수장이 되어보지 못했는데, 대왕을 위해 조(趙)의 모든 병사를 얻기를 요청합니다.」
조왕이 장수로 삼지 않았다.
사공마가 말했다.
「신이 어리석은 계략을 바쳐도 대왕께서 쓰지 않으니, 신은 대왕을 섬길 수 없기에 스스로 떠나기를 원합니다.」
사공마가 조(趙)를 떠나서 평원(平原)을 건넜다.
평원진령(平原津令) 곽유(郭遺)가 위로하며 물었다.
「진(秦)의 병사가 조(趙)를 공격한다던데 상객께서 조(趙)에서 오셨으니, 조(趙)의 일은 어떻습니까?」
사공마는 그의 조왕을 위한 계략을 쓰지 않았던 것과 조(趙)가 반드시 망한다는 것을 말했다.
평원령(平原令)이 말했다.
「상객의 생각으로는 조(趙)가 어떤 때에 망하겠습니까?」
사공마가 말했다.
「조(趙)의 장수가 무안군이면 1년 만에 망할 것인데, 만약 무안군을 죽이면 반년도 지날 수 없소. 조왕의 신하에 한창(韓倉)이 있는데 아첨으로 조왕과 투합하여 그 교분이 매우 친하며, 그 사람됨이 현명함을 미워하고 공신을 시기하고 있소. 지금 국가가 위태롭고 망하는데 왕이 반드시 그 말을 쓸 것이기에 무안군은 반드시 죽을 것이오.」

이미 3차 침공부터 진나라의 공격은 이목 개인의 능력으로 멈춰낼 수 있는 성격의 것이 아니었다. 비하와 번오에서 진나라군을 격퇴했다고 하지만 진나라에게있어 그것은 일종에 소모전에 가까웠다. 전략적으로 보더라도 진나라가 4차례의 침공 중에 2번의 패배를 했지만 거의 매해 되풀이된 대규모 전쟁에 조나라는 수십만의 장정을 잃으면서 빈사상태에 빠져버렸고, 한나라를 멸망시킬 때에도 진나라는 후방을 걱정할 필요가 없었다. 이목이 또다시 수많은 진나라군을 죽여 없앤다고 해도 상앙의 개혁으로 탄생한 병영국가인 진나라는 그것으로 인해 무너지는 성격의 국가가 아니다. 한시적으로 진나라군을 격퇴한다 해도, 진나라군은 다음번에 더 강한 병사들과 더 교묘한 방법으로 조나라를 침공해 올 것이었다. 진나라는 막강한 국력과 국가권력을 가지고 있었고 상대적으로 약한 국력과 국가 권력을 가지고 있는 조나라는 진나라의 계속되는 침공에 무너져내리고 있었다.
진나라와 조나라의 주력군이 장기간의 대치상태에 들어가고 양단화의 남로군마저 사마상이 이끄는 조나라군의 수비를 뚫지 못해 전황은 지지부진했다. 조나라의 민심은 흉흉했다. 거듭된 전쟁과 재해로 민간에는 조나라가 망한다는 요언이 공공연하게 떠돌고 있었다. 조나라 조정 내부의 상황도 바깥의 민심과 크게 다를 바 없다. 조나라 조정의 대신중에도 자신의 안위를 걱정하는 자들이 생겨난다. 이런 상황해서 진나라는 반간계를 획책한다. 목표는 조나라의 대장 이목과 사마상이다. 진나라는 반간계를 펼치기에 앞서 조나라의 재상 곽개를 매수하기로 한다. 재상이었던 상인 출신의 곽개는 아첨에 능해 조왕 천이 태자시절부터 총애해오던 대신이다. 소인배에 탐욕스럽고 앙숙이었던 염파마저 모함하여 망명시킨 바 있는 곽개는 진나라의 훌륭한 내통자가 될 수 있다. 조나라 조정에는 진나라의 첩자가 많았다. 진나라는 곽개 주변에 있는 첩자들을 통해 일만에 달하는 황금을 곽개에게 바치고 감언이설로 상국 곽개를 진나라로 끌어들인다.
곽개가 재상이라 하나 고작 곽개 하나로 이목을 무너뜨릴 수는 없다. 진나라에는 믿음직한 조력자가 한 명 더 있었다. 바로 조나라의 태후이다. 도양왕이 살아있을 때, 당시 후궁이었던 기녀출신의 태후는 계략을 세워 태자인 가와 그의 모후인 왕후를 빈번히 모함했다. 도양왕은 이 기녀 출신의 여자를 총애했고 결국 가를 폐하여 천을 태자로 세우고 기녀를 왕후로 세운다. 이때 도양왕이 태자 가를 폐하고 천을 태자로 세우는 것에 대해 이목에게 의견을 물었고, 이목은 천의 어머니를 창기라 칭하며 반대 해 모욕을 준 적이 있다. 창기 출신의 태후는 사치스러웠고 큰 돈과 미남에 약했다. 그리고 이목을 증오했다. 이런 역학관계를 이용한 진나라의 공작은 성공했고, 곽개, 태후를 비롯한 조나라 조정안의 반역자들은 계속해서 이목을 모함하기 시작했다.
곽개는 이목의 필체를 따 서신을 조작한다. 서신은 아마 진나라 사람이 조작한 것이다. 곽개는 조왕 천과의 자리에서 이목이 함양의 사람들과 내통하고 반역을 모의함을 주장했다. 조왕 천에게는 충직함과 간사함을 구별할 수 있는 능력이 없었다. 이를 본 조왕 천은 크게 분노하여 일의 시비를 따짐없이 이목을 파면하고 병마지권의 회수를 명령한 다음 왕족인 조총에게 통솔을 대신하게 했다. 하지만 이목은 전장의 장수는 왕의 명령조차 거부할 수 있다는 이유를 들어 병권을 반납하지 않는다. 이에 조왕 천은 은밀히 계략을 세웠고, 비밀리에 사람을 보내 이목을 참살한다. 장군 사마상은 당황하여 급히 입조해 조왕에게 간언을 올리지만, 사마상의 감정이 격동하여 과격한 언행을 함에 따라 사마상마저 파면당하게 된다.
조나라의 국군들은 모두 11회에 달하는 쿠데타에 노출되어왔다. 조나라의 군주들은 군대를 통솔하는 장군들에게 늘 경계심을 가지고 있었다. 몇몇 중요한 상황에서 장병들은 왕보다 장군의 명령을 받드는 경향이 있었다. 조 무령왕이 호복기사로 시작해서 여러 군 개혁을 시도했으나, 사구에서의 내부정변으로 비참하게 굶어죽음에 따라 개혁은 좌초되었다. 이로 인해 조나라는 군대를 통솔하는 장군을 효율적으로 감시 통제하는 제도가 전무했다. 조나라를 수차례 멸망의 위기에서 구해낸 이목은 조나라의 전쟁영웅이었다. 하지만 경계의 대상이기도 했다. 진나라의 반간계로 인한 것이긴 하나, 조나라의 군주에게 있어서 쿠데타의 의혹이 있고 통제할 수 없는 장군에 대하여 극단적인 선택 외에 다른 방도가 없었다. 이것은 조나라 체제의 근본적인 문제이기도 했다.
사마상은 이목의 죽음에 크게 슬퍼했다. 사마상은 조나라의 간신들이 자신마저 죽이지 않을까 근심했다. 하여 사마상은 일가를 추스려 조나라를 떠나 발해만으로 도주한다. 조나라의 많은 장병들은 그들이 존경하던 육군 원수의 비참한 죽음을 애통해했다. 이목의 죽음으로 인하여 조나라군의 사기는 땅에 떨어지고 만다.
이목과 사마상을 대신해 조총과 안취가 새로운 대장으로 부임했으나, 본디 조총과 안취는 용렬한 자들이었다. 그들은 대군을 지휘할 능력이 없었다. 진왕 정 19년, 기원전 228년 (조왕 천(遷) 8년) 봄, 왕전의 지휘하에 진나라군은 대대적인 공세를 펼쳐 조나라군을 대파한다. 조나라군은 대파당해 대장 조총은 참살되었고 장군 안취는 패잔병을 이끌고 한단성으로 달아나 서둘러 방어에 나섰지만 진나라 군대는 빠르게 조나라 영토를 점령하고 진군하여 한단성에 도착했다.
조왕 천은 조나라군이 대파되고 조총이 죽었음을 알고 경악하며 급히 대신들을 불러모아 대응책을 논의한다. 곽개는 강대한 진나라군에 더 이상 맞서도 소용이 없음을 주장하고 조왕에게 항복을 권유한다. 결국 조왕천은 항복을 결정하고 조나라는 멸망하게 된다. 조왕 천은 상용(上庸)의 방릉(房陵)에 유배된다. 이때 공자 가는 조왕의 사신이 진나라에 항복을 청함에 따라 대세가 기움을 알고 장군 안취와 씨족 수백 가구를 이끌어 북쪽의 대군(代郡)으로 도망친다. 북쪽으로 도망쳐 잔병을 수습하고 상곡군(上谷郡)과 대군(代郡)을 점거한 조가는 왕으로 옹립되어 조왕을 칭하여 저항하나 진왕 정 25년, 기원전 222년 요동을 정벌하고 돌아온 왕분의 진군에 의해 멸망한다.

#### 연나라 멸망
태자단은 작금의 형세를 보고 대단히 우려하여 스승인 국무(鞠武)에게 의견을 물었다.
국무(鞠武)가 말했다.
"진나라 땅은 천하에 두루 퍼져서 한나라ㆍ위나라ㆍ조나라를 위협하며, 북쪽으로 감천산(甘泉山)ㆍ곡구(谷口) 같은 요새가 있고 남쪽으로 경수(涇水)ㆍ위수(渭水)의 기름진 땅이 있으며, 파(巴) 땅ㆍ한중(漢中) 땅의 풍요로움을 차지하고 오른쪽으로 농서(隴西) 땅ㆍ촉(蜀) 땅의 산지에 왼쪽으로 동관(潼關)ㆍ효산(殽山)의 험난함이 있으며, 백성은 많고 병사는 사나우며 병기도 남아돕니다. 출병할 뜻만 있다면 장성(長城)의 남쪽과 역수(易水)의 북쪽은 안정될 수 없습니다. 어찌하여 업신여겨졌다는 원한으로 역린(逆鱗)을 건드리고자 하십니까!"
태자 단이 물었다.
"그럼 어찌하는 게 좋겠소?"
국무(鞠武)가 답했다.
"청하건대 제가 깊이 생각해보겠습니다."

형가가 태자단에게 말했다.
"태자께서 말씀하시지 않아도 신이 뵙고 말씀드리려고 했습니다. 지금 떠나봐야 믿을 만한 것이 없으니 진나라에 가까이할 수가 없습니다. 저 번장군은 진왕이 1천 근의 황금과 1만 호의 식읍을 내걸고 찾고 있습니다. 만약 번장군의 머리와 연나라 독항(督亢) 땅의 지도를 얻어 진왕에게 받들어 바친다면 진왕은 반드시 기뻐하며 신을 만날 것이니, 신은 비로소 은혜를 갚을 수 있습니다."
태자단이 말했다.
"번장군은 곤궁에 처해 나에게 와서 몸을 맡겼는데 내 사사로운 욕심으로 덕망 있는 자의 뜻을 해치는 건 차마 할 수 없으니, 부디 그대는 다시 생각해주십시오!"
형가는 태자가 차마 할 수 없을 것을 알고 마침내 사사로이 번오기를 만나 말했다.
"진나라가 장군을 대우하는 것이 심하여 부모와 종족은 모두 도륙당했다고 들었습니다. 지금 듣기에 장군의 머리에 1천 근의 금과 1만 호의 식읍을 내걸고 구한다는데, 장군께서는 어찌하실 겁니까?"
번오기는 하늘을 우러러보며 탄식하고 눈물을 흘리며 말했다. "나는 그 일을 생각할 때마다 항상 골수에 사무치도록 괴로운데 어찌할 것인가, 그 계략을 모르겠습니다!"
형가가 말했다.
"지금 단 한마디로 연나라의 걱정을 해결하고 장군의 원한을 갚을 방법이 있는데 어떻습니까?"
번오기가 앞으로 나와 말했다.
"어찌해야 합니까?"
형가가 말했다. "부디 장군의 머리를 얻어 진왕에게 바치면 진왕은 분명 기뻐해 신을 만날 테니, 신이 왼손으로 소매를 잡고 오른손으로 가슴을 찌르면 장군의 원수를 갚고 연나라의 치욕도 씻길 겁니다. 장군은 어찌 생각하십니까?"
번오기는 한쪽 어깨를 드러내고 팔을 움켜잡고 나아가 말했다.
"이는 신이 밤낮으로 이를 갈고 마음을 썩히던 일이니, 지금 가르침을 듣게 되었습니다!"
마침내 스스로 목을 찔렀다. 태자가 이를 듣고 달려와서 시체에 엎드려 통곡하며 매우 슬퍼했다. 이미 어쩔 수 없는 일이었기에 마침내 번오기의 머리를 상자에 담고 봉했다.

한단이 함락되고 공자 가가 대군으로 쫓겨들어온 후에 얼마 지나지 않아 진나라군은 역수(易水)에 이르른다. 한나라와 조나라를 멸망시킨 진나라군대의 위용에 연왕희(燕王喜)와 군신들은 놀라 전전긍긍하며 진나라의 대군이 머지 않아 연나라로 닥쳐올 것임을, 막을 수 없을 것임을 직감한다. 태자단의 태부(太傅)직책에 있었던 국무(鞠武)는 태자단에게 서쪽으로는 대, 남쪽으로는 제와 연합하고, 초나라와 동맹을 맺은 다음 북쪽으로는 흉노와 우호관계를 형성해 진나라의 야욕에 공동으로 저항할 것을 건의한다. 하지만 태자단은 관동 제후의 많은 관리들이 진나라에 복종함을 알고 있다. 재차 합종군을 결성하는 것은 불가능했다. 하여 진왕 정(政) 20년(연왕희(燕王喜) 28년), 기원전 227년 형가자진왕(荊軻刺秦王)의 모략을 꾀하나 실패하고 만다.
형가에 의한 진왕 암살미수 사건 이후, 분노한 진왕 정은 즉시 대군을 일으켜 왕전(王翦)과 신승(辛勝)에게 연나라를 공격케한다. 연나라는 대왕 가가 이끄는 조나라의 잔여 세력과 연합하여 진나라군에 저항하지만 진나라군은 역수(易水)의 서쪽에서 이를 물리친다. 진왕 정(政) 21년(연왕희(燕王喜) 29년), 기원전 226년 진왕 정은 왕전의 군에 수많은 병사를 증원하였고, 이에 왕전은 연나라군을 대파하여 수도인 계성(薊城)을 점령한다. 연왕희와 태자단은 동군의 주도인 양평(襄平)으로 도주한다. 연왕희가 동쪽으로 도망쳤고, 왕전의 본대는 조가의 후방공격을 염려하여 연왕희를 무리해서 추격하지 않았지만, 진장 이신(李信)의 별동대는 수천의 병마를 이끌며 후방에서 공격을 멈추지 않고 연왕희를 계속해서 추격해 연수(衍水)에서 태자단을 다시금 격파하여 연나라 주력군을 소멸시켰다. 태자단은 양평에 도착한 후 부근의 연수(衍水)에 숨어있었다.
진나라 장수 이신이 연왕을 급히 추격하자 대왕(代王) 조가(趙嘉)는 연왕 연희에게 글을 전했다. "진나라가 연나라를 다급하게 추격하는 이유는 태자 단 때문입니다. 지금 왕께서 진실로 단을 죽여 진왕에게 바친다면 진왕은 반드시 마음을 풀고 다행히도 사직에 제사를 지낼 수 있을 것입니다."— 상소문

이때 대왕가는 대군에 돌아가있었다. 본래 대왕가는 2년 동안의 준비로 능히 진나라군과 일전을 치룰 능력이 있었으나, 동맹을 맺은 연나라군이 진나라의 맹렬한 공세에 너무나 맥없이 무너짐은 그도 예상하지 못한 바였다. 연나라는 진나라군에 속절없이 무너지고 있었다. 동맹국인 연나라의 멸망은 어떻게든 막고 후일을 도모해야만 했다. 대왕가는 연왕희에게 서신을 보내 전쟁발발의 원인이자 형가자진왕(荊軻刺秦王)의 배후인 태자 단을 죽여 진나라에 바치도록 종용한다. 그 외에 시간을 벌 수 있는 방법은 없었다. 연왕희는 대왕가의 말을 따라, 태자단이 몸을 숨긴 곳으로 사람을 보내 태자단을 죽이고 그 목을 진나라에 바친다. 연왕희가 태자단의 목을 바침으로써 평화를 구걸하여 진나라의 공세는 멈추었지만, 진나라는 위초 두 나라에 병력을 집중하였기에 연조 양국의 잔존세력에 대한 공격을 잠시 멈춘 것에 불과했다. 진왕 정(政) 25년(연왕희(燕王喜) 33년), 기원전 222년 멸초, 멸위 후에 진왕 정은 왕분(王賁)에게 명하여 군을 이끌고 요동을 공격하게 한다. 연왕희는 포로로 잡히고 연나라는 멸망하게 된다.

#### 위나라 멸망
진왕 정 21년, 기원전 226년 진나라군은 연나라의 수도 계(薊)를 점령하고 북방에 결정적인 승리를 취함과 동시에 주공을 남쪽으로 튼다. 진나라 명장 왕전의 아들 왕분은 10만의 군사를 이끌고 초나라의 북부지역을 공략하여 열개의 성을 점령해 초군을 위협하며 전선을 형성한다. 갑작스럽게 불의의 타격을 받은 초나라는 진나라군의 위세에 압도되어 감히 군을 움직이지 못했다. 그렇게 초,위에 대한 양면전선을 형성하며 위나라에 대한 초나라의 지원을 차단한다. 진왕 정 22년, 기원전 225년 왕분이 이끄는 10만 진나라군은 북상하여 위나라를 기습적으로 공격해 위나라의 경내로 들어서 빠르게 위나라의 수도 대량(大梁)에 다달은 다음 성을 포위한다.
갑작스럽게 진나라의 침공을 받아 수도가 포위되었지만, 위왕가(魏王假)와 대량의 군민들은 요새화된 도시의 방어력에 의지하여 결사항전을 택한다. 대량성이 왕분에 의해 이미 고립무원의 처지가 됐지만, 이 성은 유구한 항전의 역사를 가지고 있다. 위무후시기에 건설되어 위 혜왕(魏惠王) 때 수도가 된 대량성은 주도면밀하게 계획되어 완성된 도시이다. 대량성은 크기 자체도 거대한 데다 성벽도 높다. 주위에 종횡으로 그물 같은 수운망마저 가지고 있어 물자공급이 원활한 데다 적의 공세를 저지하는 데도 유용하다. 이와 같이 도시 전체가 유기적으로 돌아가는 방어체계의 대량성은 침략군에게는 골칫거리이다. 진나라의 군사가 용맹하다하나 대량성의 견고한 방어시설은 아무리 진나라군이라해도 어찌할 도리가 없다. 왕분이 이끄는 진나라군은 여러날에 걸쳐 대량성에 수차례의 맹공을 가했지만 요새화된 성을 함락시키는 것이 불가능해 사상자만 늘어날 뿐 아무런 소용이 없었다. 대량성의 군사는 10만에 달했고, 성내의 군량과 양초는 충분했다. 이대로라면 아마 몇 년이 걸려도 함락시키지 못할 것이다.
수차례의 공세가 대량성에 아무런 영향을 주지 못했다. 전황이 장기전으로가면 불리해지는 것은 진나라이다. 진나라군이 착실히 관동제후들의 영토를 잠식할수록 그에 상응하여 전선이 늘어나 신경쓸 것이 많아졌다. 북방에서는 조나라와 연나라의 잔여세력이 버티고 있고, 언제 터질지 모를 점령지의 반란을 대비해야했다. 한 해 전에는 한나라의 귀족들이 신정에서 집단으로 반란을 일으키기도 했다. 원교근공 정책과 진나라의 내부공작에 힘입어 그동안 제나라는 진나라의 충실한 우방국을 자처하며 타국의 멸망을 방관해왔지만, 육국의 멸망이 실제적 위협으로 다가온 이상 언제까지 방관하리라고 장담할 수 없다. 만약 진나라의 대군이 계속해 위나라에 묶인 채로 있는다면 분명히 새로운 위협이 진나라의 야욕을 좌절시킬 것이다.
"무릇 한(韓)이 망한 뒤에 출병하는 날이면 위(魏)가 아니면 공격할 상대가 없습니다. 진(秦)은 본디 회(懷)ㆍ모(茅)ㆍ경구(邢丘)를 소유했는데, 궤진(垝津)에 성을 쌓고 하내(河內)에 임한다면 하내(河內)의 공(共)ㆍ급(汲)은 반드시 위태롭게 되며, 정(鄭) 지역을 소유하고 원옹(垣雍)을 얻어서 형택(熒澤)의 물을 사용해 대량(大梁)에 붓는다면 대량(大梁)은 반드시 망합니다."

일찍이 신릉군이 한을 구원하자며 위왕에게 유세할 때 수공의 위험성을 경고한 바 있다. 대량성이 세워진 곳은 선천적으로 지형지물이 부족했다. 대량은 오늘날의 허난성 개봉으로 황하의 거센 물줄기가 인접한 곳이다. 불과 몇리 떨어진 곳에서 황하의 물줄기가 천둥소리를 내며 흐르고 있다. 또한 대량성은 그 지세가 낮아 고도가 황하를 밑돌았다. 정공법으로 대량성을 함락시키기 힘들다 판단한 왕분은 방법을 바꾸어 대량을 수몰시키기로 한다. 대량의 지세를 파악한 왕분은 군사들로 하여금 대량성 주위의 수운로를 장악하여 개조하게하고 대량성을 둘러싸는 제방과 대량성 서북쪽에 물길을 틀게해 황하의 물을 끌어들여 그 하류를 막는 제방을 쌓도록했다. 때는 초봄에 지나지 않았는데도 진나라군이 제방을 쌓자 10일에 걸쳐 쉬지 않고 비가 내려 둑에서 진동하는 물살이 거대했다. 충분한 물이 쌓이자, 왕분의 명령하에 둑은 파괴되고 대량성은 물에 잠긴다.
대량성이 물에 잠기고 시간이 지날수록 많은 사상자가 생겨났다. 구원군은 오지 않았고 한번 대량성을 덮친 물은 빠질 기미를 보이지 않았다. 성내가 물에 잠기자 물에 닿은 곡식은 썩어들어갔다. 오랫동안 물에 잠긴 군민들의 피부마저 썩어들어가기 시작했다. 우물마저 오염되어 오염된 물을 먹고 죽는 자가 속출했다. 대량성이 물에 잠긴 지 3달이 되어 물에 잠긴 성벽이 무너지지 않을 수 없다. 점차 대량성의 성벽이 무너지기 시작해 성의 곳곳이 뚫리게 된다. 대량성의 성벽이 무너지자 왕분은 대량성에 총공세를 명한다. 수차례의 공방전 후, 위왕가는 더이상의 저항이 무의미하다 판단해 성문을 열고 진나라에 항복한다. 그리하여 위나라는 멸망했다. 위왕실은 머지 않아 살해당한다.

#### 초나라 멸망
진왕 정 21년, 기원전 226년 진왕 정은 신정에서 일어난 반란을 무자비하게 진압하고 영진(郢陳)에 있던 한왕안을 사사한다. 예상치 못하게 한나라의 신정에서 반란이 일어난 것은 진왕 정이 점령지의 군민들에 대한 경각심을 갖게했다. 비록 당장은 진나라의 세력이 강해 점령지의 군민들을 힘으로 누르고 있어 감히 반기를 들지 못하지만, 만일 진나라의 형세에 균열이 일어난다면, 지하의 역도들은 반란을 일으킬 것이다. 이로 말미암아 진시황은 초나라의 공자 창평군을 초나라의 옛 도읍지었던 영진(郢陳)으로 보내어 초나라 군민들을 위무하게 한다.
다음은 초나라를 점령할 차례인데 천하통일 할 때 걸리적 거리는게 초나라였다 제나 연은 이미 쇠락하여 쉽게 합병시킬 수 있지만 초는 비록 쇠락해져있어도 여전히 남방의 대국이라 신중을 기할 수 밖에 없었다.
진나라 장수 이신(李信)은 젊고 용감해 일찍이 병사 수천 명을 이끌고 연나라 태자 연단(燕丹)을 연수(衍水)까지 뒤쫓아 적군을 무찌르고 연단을 사로잡은 적이 있었는데, 진시황제는 그를 현명하고 용감하다고 여겼다. "내가 초나라를 공격해 빼앗으려고 하는데, 장군이 생각하기에 병사가 어느 정도면 되겠소?" 이신이 답했다. "20만이면 충분합니다." 진왕 정은 거듭하여 왕전에게 물었다. 왕전이 답했다. "반드시 60만이 아니면 안 됩니다." 진왕 정은 말했다. "왕 장군도 늙었구려, 무엇을 그리 겁을 내시오! 이 장군이 과연 기세가 용맹하다더니, 그 말이 옳소." 드디어 이신과 몽염(蒙恬)을 장수로 삼아 병사 20만 명을 이끌고 남쪽으로 초나라를 정벌하게 했다. 왕전은 자신의 말이 쓰이지 않자 병을 핑계 대며 빈양 땅으로 돌아가 노년을 보냈다.

진왕 정 22년, 기원전 225년 왕분이 이끄는 10만 진군이 위나라를 공격하는 동안, 진왕 정은 초나라에 대한 총공격을 명령한다. 그 용맹함과 과단성을 증명한 바 있는 이신을 대장에 임명하고 몽무를 부장으로 삼아 20만 대군으로 초나라를 대대적으로 공격하게 한다. 진나라군은 초나라군이 유리할 늪지와 물을 피해 진나라의 기병이 활동하기 편한 평원지형을 주로하여 공격로를 잡는다. 이신은 군사를 둘로 나누어 자신은 평여(平舆)를 공격하고 부장 몽염은 침구(寝丘)를 공격하게 해 함락시켜 초나라군을 대파한다. 이신은 재차 언영(鄢郢)을 깨뜨리고 성부(城父)에서 몽무와 회합하기로 한다. 이신과 몽염이 지휘하는 진나라군은 영진부와 동남부에서 초나라군을 대파했다. 초나라 정벌은 순조롭게 진행되었고, 이신은 군을 합세하여 초나라의 수도인 수춘으로 남하해 일거에 초나라를 멸망시킬 계획이었다.
초나라는 몇 대에 걸쳐 용렬한 군주의 지배하에 있어와 국력은 취약해지고 국내에는 쓸 만한 장수가 항연뿐이었다. 초나라는 진나라군에 연이어 패배하였고, 다급해진 초나라 조정은 계속해서 진나라에 땅을 떼어줄 것을 약속하며 강화할 것을 요청했다. 전황은 초나라가 불리해 진나라의 초전 기세를 막지 못했지만, 초나라의 최정예군단은 보존된 상태였다. 항연군이 인근에 도착했을 때 마침 창평군이 거병하여 영진 일대를 장악하고 이신의 퇴로와 보급을 끊는다.
진나라가 점령한 많은 지역에서 반란을 모의한다. 초나라의 옛 수도인 영진도 그와 다르지 않다. 진왕 정은 초나라를 정벌하기에 앞서, 창평군이 초나라의 공자라는 특수한 신분으로 말미암아 초나라의 군민들을 위무하여 영진의 시국을 안정시키길 원했다. 진나라의 천하통일이 가시화되면서 초나라 정벌은 피할 수 없는 일이 된다. 진나라의 재상을 지냈으나 초나라의 왕족이기도 했던 창평군 웅계는 초나라의 멸망을 두고만 볼 수 없었다. 창평군은 초나라의 공자라는 특수한 신분으로 반진세력을 결집하여 진나라군의 후방에서 반란을 일으킨다. 본래 초나라의 땅이었던 영진일대의 초나라 인민들과 가까운 한나라 인민들도 그에 호응하여 반란세력은 순식간에 영진을 장악하고 진나라의 후방보급을 차단하며 진나라군의 퇴각로를 장악하여 이신군에 대한 포위섬멸을 도모하게 된다.
초나라 정벌을 진행하던 이신군은 예상치 못한 창평군의 반란으로 포위섬멸될 위기에 처한다. 일단 반란을 진압하기 위해 성부에서 물러나 일단 후방의 위협이 되는 창평군을 진압하기로 했고 퇴각하여 반란군과 전투를 벌인다. 결과적으로 본다면 20만의 진나라군은 초나라를 정벌하기에 부족한 숫자였다. 진나라군에 균열이 생기자 곧바로 초나라가 반격할 여지를 주게 되었기 때문이다. 20만 대군을 이끈 초나라의 총사령관 항연은 성부에서 남하할 이신군을 대비하고 있었으나 갑자기 진나라군이 사라졌고 이에 항연은 진나라군에 모종의 균열이 일어난 것을 짐작하여 진나라군을 추격하기 시작했다. 항연은 진나라군을 3일 밤낮 동안 추격한 후 반란을 진압하기 위해 퇴각했던 진나라군을 후방에서 기습한다. 이신은 이에 침착하게 지휘하여 초나라군을 막아냈으나 진나라의 상황은 좋지 않았다. 시간을 끌면 끌수록 적국의 포위망은 완성되어 본군은 전멸을 피하지 못할 것이었다. 얼마의 희생을 감수하더라도 빠르게 퇴각하는 것만이 최선의 선택이었다. 항연은 계속되는 추격전 끝에 항연은 진나라군을 무찔러 일곱명의 도위와 무수한 군사를 죽인다. 이신은 패주해 패잔병을 이끌고 퇴각한다. 항연은 조나라 국경까지 추격해왔으나 보루에 막혀 할 수 없이 선회해 남군을 공략한다. 항연은 초나라의 옛 실지를 되찾고 계속해 서진하여 한나라의 경내로 들어선다.
진시황제가 이를 듣고 크게 노하여 스스로 빈양 땅으로 달려가서 왕전을 만나 사죄하며 말했다.
"과인이 장군의 계략을 쓰지 않아 이신이 과연 진나라 군대를 욕보였소. 지금 들으니 초나라 병사가 날마다 서쪽으로 진격하고 있다고 하니, 장군께서 비록 병중이라고 해도 과인을 버리지 말아 주시오!"
왕전이 사양하며 말했다.
"노신은 지치고 병들어 정신이 혼미하니, 대왕께서는 부디 현명한 장수를 택해주십시오."
진시황제가 사죄하며 말했다.
"그만둬주시오, 장군께서는 다시는 그런 말을 하지 마시오!"
왕전이 말했다.
"대왕께서 어쩔 수 없이 신을 쓰고자 하신다면, 60만 명의 병사가 아니면 안 됩니다."
진시황제가 말했다.
"장군의 계략을 따르도록 하겠소."
이에 왕전이 장수가 되어 병사 60만 명을 이끄니, 진시황제가 몸소 파수(灞水)까지 나와 왕전을 전송했다.
왕전이 가면서 훌륭한 논밭과 저택, 정원과 연못을 달라고 심할 정도로 거듭 요청했다.
진시황제가 말했다.
"장군은 가면서 어찌 가난을 걱정하시오?"
왕전이 말했다.
"대왕의 장수가 되어 공을 이루었음에도 끝내 후에 봉해지지 못했으니, 대왕의 관심이 신에게 쏠려 있을 때를 이용하여 정원과 연못을 청해 자손들에게 남겨주기 위해서입니다."
진시황제는 크게 웃었다. 왕전이 관에 이르러 5번이나 사신을 보내어 좋은 논밭을 요청했다.
어떤 사람이 말했다.
"장군께서 대가를 구걸하는 게 너무 지나치십니다."
왕전이 말했다.
"그렇지 않다네. 무릇 진왕은 교만하며 사람을 믿지 않는 성격일세. 그런데 지금 진나라가 텅 빌 정도로 나라의 병사를 모두 나에게 맡기고 있으니, 내가 자손에게 물려주기 위해 논밭과 저택을 요청해 다른 뜻이 없음을 알리지 않으면 진왕께서는 가만히 앉아 생각하며 나를 의심하지 않겠는가?"

진왕 정은 초나라가 비록 쇠약해졌으나, 땅이 넓고 인구가 풍부해 여전히 강한 국력을 가지고 있어 쉽게 멸망시킬 수 없음을 알게 된다. 진왕 정은 친히 왕전의 집이 있는 빈양으로 가 왕전에게 60만 대군을 지휘해줄 것을 간청하여 왕전이 60만 대군을 이끌고 초나라로 출정하기로 한다. 노장군이 60만 대군을 지휘할 수 있었던 것은 그가 능히 군주의 신임을 얻어냈기 때문이다. 60만의 군사는 진나라의 모든 병력을 동원한 것이다. 만약 왕전이 이번 전쟁에서 패배하여 초나라군이 북상한다면 삼진의 귀족들이 호응하여 진나라군을 몰아낼 것이다. 진왕 정 23년, 기원전 224년 왕전과 몽무는 60만대군을 이끌고 초나라를 재차 공격하여 평여로 진출한다. 이에 초왕 부추는 전국의 병력을 동원하였고 항연에게 진나라군을 물리칠 것을 명령한다. 초나라의 대장 항연은 본래 이끄는 20만의 군사와 초왕 부추에게서 증원받은 20만을 합친 40만대군을 이끌고 평여에서 진군과 대치한다. 일전을 결심한 초나라군 앞에서, 왕전은 10여 리에 걸친 진을 펼치고 견벽거수(見辟擧守)하며 지킬 뿐 전투를 하지 않는다. 초나라 조정에서는 진나라군의 이러한 행동에 대해 그 의중을 파악할 수 없었다. 어찌하여 진나라군은 나라 전체의 장병을 이끌고 왔으면서도 아무것도 하지 않는가? 진나라군이 견고한 요새를 쌓고 굳게 지키자 항연도 그에 맞춰 대치한다. 이후 초나라군이 진나라군을 도발하며 전투를 유도했지만 진나라군은 대응하지 않는다. 진나라군은 60만에 달하여 그 수량이 초나라군을 상회하였지만, 대군의 전투는 한 번의 결전에 그 운명이 갈리는 것이다. 결전에 앞서, 진나라군의 수량은 많았지만 신병이 많아 그 역량이 부족해 승리를 장담할 수 없었기 때문이기도 했다.
왕전이 초나라 정벌에 대하여 진왕 정에게 간언한 것은 국가 전체의 역량으로 초나라를 정벌하자는 것이다. 진초 양국 군대만의 대결이 아닌 양국 정치력의 대결마저도 불사하자는 것이었다. 진초 양국이 군사를 총동원하여 대치한 채로 계속해 시간이 흐르면 먼저 분열하여 틈을 보여주는 것은 분명히 초나라일 것이다. 진나라는 그 틈을 파집고 초나라를 무너뜨리면 된다. 평여에서 100만에 달하는 군사가 대치상태에 들어갔다. 삼진을 멸망시킨 진나라는 후방의 걱정 없이 대량의 물자를 지원하며 장기전을 벌인다. 왕전은 매일 양과 소를 잡아 병사들과 식사를 하고 병사들을 훈련시켜 점차 병사틀의 투지와 사기가 높아진다. 병사들은 사기충천하여 당장이라도 전장에나가 싸우길 바라는 지경에 이른다. 진초 양국의 군사가 총동원되어 한 해를 넘겨 초나라는 농업수확에 차질이 생기고 정치적으로도 균열이 생기기 시작한다. 초나라는 정치적으로도 군사적으로도 낙후돼있다. 군세를 진나라만큼 안정적으로 유지할 수 없다. 장평에서 조나라가 조급히 군사를 움직여 패함은 대군이 여러 해를 대치함으로 나라 전체가 피폐해져 더 이상 견딜 수 없는 상황에 이르렀기 때문이다.
대치가 1년을 넘기고 항연은 초나라군에 동쪽으로 철군하라는 명령을 내린다. 조용히 기회를 봐왔던 왕전은 즉시 출병해 암암리에 초나라군을 추격하여 용맹한 용사들을 선봉으로 앞세워서 초나라군을 강타했다. 초나라군은 예기치 못한 공격에 다급히 응전했지만 예봉이 꺾인 초나라군은 사기충천한 진나라군을 당해낼 수 없어 결국 대패하고 만다. 교활한 왕전은 항연이 이신을 무찌른 계책과 똑같은 것으로 항연을 무찌른 것이다. 초나라군은 기(蕲)의 남쪽에서 대파되었고, 왕전은 이를 추격하여 연달아 초군을 격파해 결국 대장 항연마저 죽인다. 왕전은 수춘을 공격하여 초왕 부추를 포로로 잡는다.
초왕이 사로잡힌 이후 창평군은 강남으로 패퇴하여 회남에서 초왕으로 옹립된다. 오월을 점거하고 장강의 지세를 경계로 삼아 진나라에 저항하나, 진왕 정 24년, 기원전 223년 왕전은 회남을 공격해 격파하여 창평군을 죽이고 끝내 초나라를 멸망시킨다.

#### 제나라 멸망
제왕 건(建)이 진(秦)에 입조하고자 했는데 옹문사마(雍門司馬)가 앞에서 말했다.
「왕을 세우는 것은 사직을 위한 것입니까? 왕을 위해 왕을 세우는 것입니까?」
왕이 말했다.
「사직을 위해서다.」
사마가 말했다.
「사직을 위해 왕을 세우면 왕께서는 어째서 사직을 떠나서 진(秦)에 들어갑니까?」
제왕이 수레를 돌려서 돌아갔다.
즉묵대부(即墨大夫)가 옹문사마(雍門司馬)의 간언을 듣고 모책을 세울 만하다고 여기고 곧 입궁하여 제왕을 만나 말했다.
「제(齊)의 땅은 사방 몇천 리이며 대갑(帶甲)이 몇 백만입니다. 무릇 삼진(三晉)의 대부(大夫)는 모두 진(秦)을 불편하게 여기며 아(阿)ㆍ견(鄄)의 사이에 몇 백 명이 있는데, 왕께서 거두신다면 백만의 무리와 함께 삼진(三晉)의 옛 땅을 거두고 곧 임진관(臨晉關)에 들어갈 수 있으며, 언(鄢)ㆍ영(郢)의 대부(大夫)도 진(秦)을 위하고 싶어 하지 않으며 성남(城南) 아래에 몇백 명이 있는데, 왕께서 거두신다면 백만의 병사와 함께 초(楚)의 옛 땅을 거두고 곧 무관(武關)에 들어갈 수 있습니다. 이렇게 된다면 제(齊)는 위엄을 세울 수 있고 진국(秦國)은 망하게 됩니다. 무릇 남쪽을 향하여 천자를 칭하는 것을 버리고 서쪽을 향하여 진(秦)을 섬기는 것은 대왕을 위해 취할 것이 아닙니다.」
제왕은 듣지 않았다.
진(秦)이 진치(陳馳)를 시켜서 제왕을 국내로 유인하며 5백 리의 땅을 주기로 약속했다.
제왕은 즉묵대부의 말을 듣지 않고 진치의 말을 들어 마침내 진(秦)에 들어갔다.
공(共)의 소나무와 잣나무 사이에 살게 하며 굶겨 죽였다.
일찍이 제(齊)에 노래가 있었다.
「소나무냐! 잣나무냐! 건(建)을 공(共)에 살게 한 것이 손님이냐!」

제서지전(齊西之戰)이후 제나라는 급격히 쇠퇴해 전성기 때의 강역을 회복하지 못했다. 이는 제나라의 국책방향이 멸망의 위기 이후, 철저한 보신주의로 나아갔기 때문이기도 하다. 제왕 건이 즉위한 이후 제나라는 40년 동안 출병하지 않았다. 이로 인해 동방 국가와 진나라가 종횡으로 전개하는 정치 군사적 투쟁에 힘을 싣지 못하고 만다. 제나라 사람들은 제왕 건이 육국의 합종에 참여하지 않음을 불평했다. 제왕 건 16년, 후승이 재상이 된 후, 진나라는 후승이 재물을 탐내는 것을 알고 신속하게 내응하는 활동을 전개하여 대량의 황금과 옥기를 후승에게 선물한다. 그 후 후승의 빈객들마저 진나라에 자주 뇌물을 받는다. 그들은 제왕 건에게 진나라를 섬기고 다른 국가를 돕기 위해 출병하지 말것을 강력하게 촉구했다. 제나라는 눈앞의 이익에 눈이 멀어 진나라에 좋은 정책을 펴고 진나라의 공격을 받는 제후국을 지원하지 않았고 이로써 진나라는 다른 국가들을 이길 수 있었다.
제나라 승상 후승은 진나라에 수많은 황금을 받아 매수된다. 후승은 제나라로 하여금 진나라와 연맹하며, 합종에 참여하지 않고, 전시 대비를 하지도 않게 한다. 제왕 건은 전적으로 후승의 주장에 의존하여 국정을 운영해왔다. 진나라가 다섯 나라를 집어삼킨 뒤 제왕건은 진나라에 위협을 느끼고 다급하게 서부에 군사를 집결시켜 진나라의 공세를 막아낼 준비를 했다. 진왕 정은 항복을 권유하는 사신을 보냈으나 제왕 건은 이를 거부하고 진나라에 저항할 것을 결정한다.
진왕 정(政) 26년, 기원전 221년(제왕 건 44년) 진왕 정은 제나라가 진나라의 사신을 거부한 연유로 대군을 동원하고 몽염을 사령관으로 하여 제나라를 공격한다. 몽염은 제나라 서부의 제수(济水)를 공격해 들어간다. 몽염의 진나라군이 여러 차례 돌파를 시도하였지만 제나라의 방어선은 견고하여 전황은 교착상태에 빠진다. 당시 제나라의 서부는 제수(济水)를 경계로 삼고 장성이 서부와 남부를 둘러싸 그 길이가 350km에 달했다. 하지만 북부에는 이렇다할 장애물이 없었다. 이를 이용해 진나라는 허를 찌르는 방식으로 측익을 공격하는 전법을 구사하여 진왕 정은 연나라에 주둔 중이던 왕분으로 하여금 군을 이끌고 제나라 북부로 남하하게한다. 제나라 주력군이 서부에 묶인 사이, 왕분과 부장 이신은 연나라의 남부에서 출정하여 제나라의 북부를 무인지경으로 진군하며 제나라의 수도인 임치까지 진군한다. 곳곳에 제나라군이 주둔해 있었지만 수십 년간 평화롭게 지내던 제나라군은 진나라군에 감히 맞설 생각조차 하지 못한 채 지레 겁을 먹고 도망가기 바빴다.
갑작스럽게 북부에서 나타난 진나라군의 신속한 남하로 인해 제나라군은 무력했고, 진나라군은 순식간에 임치성에 다달아 포위한다. 임치가 포위되자 제나라의 지휘통제는 마비되어 사실상 제나라는 진나라에 각개격파될 일만 남아있었다. 임치의 군세가 수만에 달하고 수년간 버틸 군량이 있었지만 이미 육국이 모조리 멸망하여 제나라만이 홀로 남은 상태였고, 버틴다 한들 멸망의 시기만 늦출 뿐이었다.
왕분은 임치를 포위하고 섣불리 공격하지 않는다. 왕분의 군세로 임치를 함락시키기 힘든 것도 있었지만, 왕분은 진나라군이 임치를 포위한 것만으로도 제나라가 내부적으로 붕괴하고 있음을 알았다. 이 때 왕분은 임치에 사신을 보내 제왕 건에 항복할 것을 제안한다. 진나라는 제왕 건에게 항복을 권유하여 오백리의 봉토를 줄 것을 약속한 것이다. 제왕 건에게 있어, 이미 대세는 기울어졌고 진나라가 약속한 오백리의 봉토는 믿을만한게 못되었으나 그나마 없는 것보단 나았다. 재상 후승마저 제왕 건에게 항복을 권한다. 그리하여 제왕 건은 항복하고 제나라는 멸망한다.

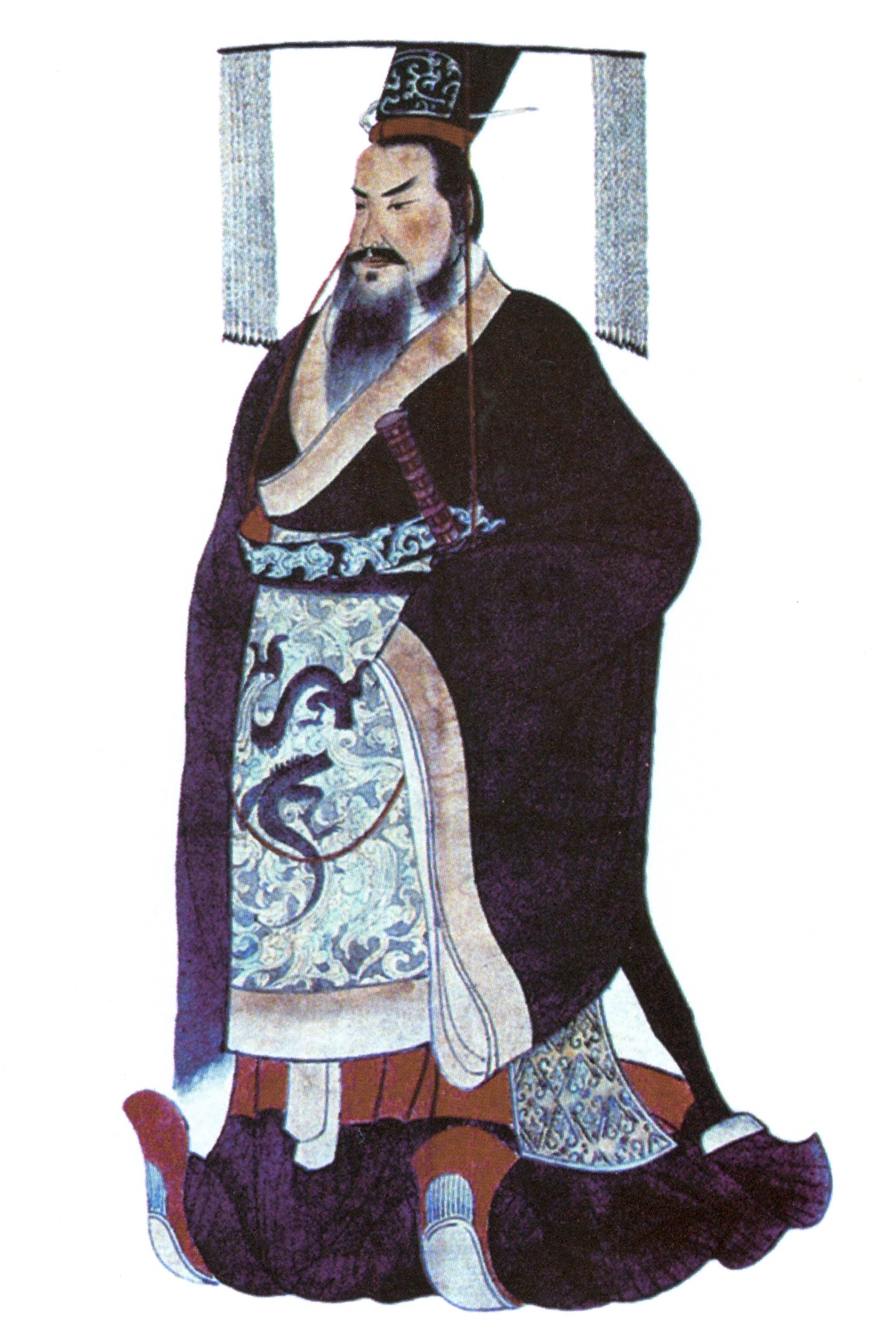
진 시황제

항복 후, 제왕 건은 압송되었고 더 이상 이용가치가 없어진 후승은 처형된다. 조나라를 멸망시키며 당장 곽개를 죽이지 않고 후대한 것은 아직 진나라가 육국을 통일하지 못했기에 남은 육국의 반역자들을 더 이용하기 위해서이다. 제나라를 멸망시킨 시점에서는 더 이상 그럴 필요가 없어진 것이다. 제왕 건에게도 처분이 내려진다. 제왕 건은 500리의 봉지 대신  공성(共城)의 송백나무 숲에 연금되어 음식을 거의 받지 못해 결국 굶어죽게 된다.

### 진 시황제의 통치
기원전 214년 경, 진 시황제는 10만 여 명의 대군을 보내 내 북쪽의 국경을 지키게 하고 흉노를 막게 하였다. 또한 50만에 달하는 군대를 보내어 남쪽 쓰촨성 일대 대부분을 공격하였다. 이 남부 정벌 사업 때, 남쪽의 정글 지형에 익숙하지 않은 진나라 군대는 원주민들의 게릴라 공격에 연전연패하였다. 이에 격노한 시황제는 운하를 파고 막대한 양의 물자를 보내어 더 큰 규모의 2차 정벌을 준비하였고, 결국 승리하였다. 진나라는 이 정벌로 인하여 광저우 인근의 해안가까지 모두 장악하였고, 푸저우와 구이린 지방까지 새롭게 중국의 영토로 포함시켰다. 진나라 군대는 이에 그치지 않고 베트남의 하노이 인근까지 진군하였으며 남부 국경을 안정시켰다. 정벌 사업이 끝나자 시황제는 10만 여명에 달하는 한족인들을 이 지방으로 강제로 보냈으며, 정착하고 인근을 한족화시키도록 하였다. 이같이 철저한 동화사업으로 인하여 시황제는 남부 국경을 안정시키는 데에서는 엄청난 성공을 거두었다.
진나라가 이처럼 남부 국경에서는 성공적인 업적을 세운 것과는 달리, 북쪽의 흉노에게는 쩔쩔맸다. 진나라는 자국민들이 이들과 무역을 하는 것을 철저히 금지하였고, 흉노는 무역길이 막히자 약탈을 하여 물자를 공급받으려 하였다. 흉노족이 북부 지방을 약탈하자 시황제는 몽염(蒙恬) 장군을 보내어 기원전 215년 경에는 흉노를 정복하였고 오르도스 지방에 농업을 전파하였다. 다만 이 지역의 농업화와 한족화는 제대로 이루어지지 못하였고, 흉노는 끊임없이 이 지역을 침략해 들어오게 되었다. 이후 진나라를 이은 한나라도 과밀한 인구 탓에 이 오르도스 지방을 완전한 중국 문화권으로 편입시키려 하였으나 물자 부족으로 제대로 하지 못하기도 하였다. 이 때문에 진나라의 북부 국경은 티베트, 만주, 내몽골 지방 바깥에 있었으며, 군사적 영향력이 미치는 곳의 문화들도 진나라의 문화와는 매우 다른 경우가 비일비재하였다. 시황제는 이후 흉노족을 막기 위하여 북부 국경에 만리장성을 세웠으며, 흉노가 주력인 기병과 말들을 이끌고 쉽게 국경지대를 넘어오는 것을 막고자 하였다. 야사에 의하면 시황제가 예언가에게 '진나라를 망할 자는 호(胡)이다(亡秦者胡)'라는 말을 듣고, 이 호가 흉노를 뜻한다고 생각하여 만리장성을 세웠다고 전한다. 다만 사실은 이 '호'가 흉노가 아니라 그의 뒤를 이어 황위에 오른 2세 황제 호해라는 것이다.
시황제는 우선적으로 군현제를 실시하였는데, 이전에 주 왕조가 중국 대륙을 통치했을 때 사용한 봉건 제도와는 그 근본이 달랐다. 기존에 실시되던 봉건제도는 국가의 수장인 왕이 중앙을 통치하되, 그 외의 부분은 쪼개어서 왕족이나 공신들을 제후로 임명하여 다스리게 하는 형식으로써 중앙 권력에 비해 지방 정권이 더욱 비대해 질 수 있는 구조를 띠고 있었다. 그러나 시황제는 이러한 봉건 제도를 폐지하고, 나라를 군과 현의 행정 지역으로 나누어 쪼갠 후에 중앙 정부 소속의 관리들을 파견하여 다스리는 군현제를 실시함으로써 중앙 집권 체제를 더욱 공고히 하였다. 군현제의 실시는 주나라가 봉건 제도로 나라를 다스리던 중에 지나치게 성장한 제후국에 의해 멸망당한 것을 선례로 삼았을 가능성이 크다. 이 군현제는 진나라 멸망과 초한전쟁을 거치며 사라졌지만 전한의 한 고제 시기에 군국제로 반쯤 부활하고. 한 무제 시기에 마침내 다시 정식으로 부활한다. 하지만 이후에는 좀 더 세분화할 필요성이 있다고 느꼈는지 주-군-현 3단체계로 개편되고 원나라 대 전인 남송 시기까지 약 1300년 가까이 중국의 행정제도가 된다.
시황제는 이러한 중앙 집권 체제 강화를 위해서 진나라의 통치 이념이 되었던 법가 사상을 중국 전역의 통치 이념으로 내세우는 등 사상 개혁도 시도하였다. 이때에 서적에 대한 탄압을 실시하여 진나라 역사책과 법령집 외에 농사, 천문, 점술, 의학 등 실용 지식에 관련된 서적을 제외한 대부분의 경서들을 없앨 것을 명하였다. 이 과정에서 유학자들과의 충돌이 일어났고, 이로 말미암아 분서갱유와 같은 참혹한 사건이 발생하기도 하였다.게다가, 이러한 사상 개혁은 부작용이 컸다. 더욱이 법가의 지나치게 업격한 법률이 중국 전국의 통치에 쓰이게 되자 엄격한 데다 지역적으로도 맞지 않은 법률과 형벌에 익숙하지 못했던 6국의 백성들은 엄청난 고통을 겪어야 했기 때문이었다.
또한 진시황은 온 나라가 들썩일 정도의 대규모 토목 공사를 수차례 벌이기도 하였다. 엄청난 규모를 자랑하는 아방궁과 진시황릉을 건설하여 황제의 권위를 강화하는 한편, 운하를 파서 수로를 통한 교역과 물품의 운송을 원활히 할 수 있도록 하였다. 특히 언제나 중국에 위협이 되어온 북방 민족들의 침략을 방어하고자 기존 7국의 성벽들을 보수해서 길다란 성벽을 건설했고, 진나라 멸망 이후에도 여러 나라들이 이 성벽을 보수, 증축, 신축하여 만리장성이 만들어지게 된 것이다.
중국 통일이 이루어진 이후에도 각지의 나라마다 화폐와 서체가 달라 서로 간에 교류하는 데 효율성이 떨어진다고 여겼는지 중국 전역의 화폐와 서체를 하나로 통일시키는 통일 정책을 실시하였다. 이후로 물건의 치수나 길이를 재는 도량형 등도 하나로 통일되도록 하였다. 이는 모두가 통일된 넓은 중국 전국의 통치를 원활히 하고 그 효율성을 높이기 위함이었다. 특히 서체의 통일은 단순 교류의 목적이 아니라 문서기반의 중앙집권적 행정체계의 핵심이었다. 모든 보고를 오직 문서로만 하도록 하고 황제의 명령이 관료제의 피라미드를 따라 전국에 전달되도록 하는데 공문서의 서체 통일은 필수적이었다.
시황제는 이처럼 많은 업적들을 남겼으나, 말년에 들어 점차 무리한 토목 공사를 벌이고 백성들을 탄압하는 등 점차 진나라의 기틀을 뒤흔들기 시작하였다. 특히 죽음을 두려워한 진시황은 서복 등을 보내어 불로초를 찾게 하였고, 수은과 같은 금속들을 몸에 좋다고 믿어 과다 섭취하며 스스로 건강을 악화시켰다. 게다가 과도한 공사와 세율은 백성들에게 큰 불만을 일으켰으며, 지나친 법치에 입각한 진나라의 법은 많은 자들을 두려움 속으로 몰아넣었다. 이런 와중에 시황제는 말년으로 갈수록 암살에 대한 두려움이 강해졌고, 점차 환관 조고를 통하지 않고서는 아무도 그를 알현할 수 없도록 하였다. 이 때문에 조고 등의 탐관오리들의 권력이 매우 강해졌으며, 민생은 점차 도탄에 빠지기 시작하였다.

### 시황제의 사후와 멸망
시황제는 총 3번에 달하는 암살 미수를 겪었고, 이같은 경험은 시황제를 거의 편집증에 가까울 정도로 불로불사에 대한 집착에 몰아넣었다. 시황제는 죽는 날까지 불사의 영약을 찾아 나섰으나, 결국 동부로 순행을 하던 중 사망하고 만다. 황제가 사망하자 총애받던 환관 조고(趙高)와 승상 이사는 그의 죽음을 숨겼고, 올곧은 성격의 태자 부소(扶蘇) 대신 그들이 조종하기 쉽고 어리석은 호해를 2세 황제로 옹립하려 들었다. 사마천의 사기에 의하면 이들은 황제의 유서를 조작하였고, 황제가 태자 부소에게 자결을 명한 것처럼 꾸몄다. 결국 태자 부소와 그를 보필하던 명장 몽염은 목숨을 잃었고, 진나라는 점차 혼란 속에 빠져들기 시작하였다. 시황제의 뒤를 이어 황위에 오른 호해는 군사력을 증강하였으며, 온갖 사치를 부렸고 여색을 탐하는 등 폭정을 펼쳤다. 그는 수많은 관리들을 숙청하였으며, 세율을 급격히 인상하여 자신의 사리사욕을 채웠다. 게다가 수도 함양의 성벽을 유약을 바른 벽돌로 짓는 등 쓸데없는 대규모 사업을 벌이며 국고를 탕진하였다.
이 시기 환관 조고와 승상 이사는 최고 권력자 자리를 두고 싸우기 시작하였다. 결국 승상 이사가 싸움에서 패배했고, 조고는 명실상부한 진나라 최고 권력자가 되었다. 시황제 사후 다음 해에는 진승(陳勝), 오광(吳廣)의 반란이 발발, 전국으로 퍼져나갔고, 전국은 소란 상태로 빠져들었다. 상황이 이에 이르자 진 이세황제와 조고는 장한(章邯)을 장군으로 삼아 토벌군을 보낸다. 장한은 군사적 능력을 발휘해서 진승군을 격파하고, 그 다음으로는 초나라의 항량군도 격파했다. 그러나 장한은 항량(項梁)의 조카 항우(項羽)와의 결전에 패배하여 포로로 잡혔고, 진나라는 항우에 맞서 싸울 그 어떠한 유능한 인물도 가지고 있지 못하였다. 한편 항우는 함양으로 향하는 도중에 반역의 기색을 보인 진나라 병사 20만을 죽여 버렸고, 민심을 잃기 시작하였다.
한편 조고는 2세 황제 호해의 도가 지나친 무능함 때문에 그를 죽여버렸으며, 그의 자리에 사람들의 신망을 받던 황족 자영을 세워 민의의 안정을 도모하려 들었다. 허나 자영은 황제가 된 직후 조고를 암살하였고, 무너지는 진나라를 다잡으려 시도하였다. 진나라 곳곳에서 유력자들이 왕을 참칭하며 반란을 일으키자, 자영은 왕좌를 보전하기 위하여 스스로를 황제에서 격을 낮추어 왕으로 불렀으며, 어떻게든 살아남고자 하였다. 그러나 이미 진나라의 멸망은 막을 수 없는 기정사실이었으며, 자영의 힘으로는 도저히 이를 막을 수 없었다. 결국 기원전 206년 유방이 진나라의 수도 함양에 입성하였고, 진왕 자영의 목숨을 지켜줄 것을 약속하였다. 허나 유방의 뒤를 이어 함양에 입성한 항우는 이만한 아량이 없었고, 함양을 약탈하고 불태운 다음 진왕 자영을 죽여버렸다. 이로 인하여 진나라는 15년 만에 완전히 멸망하여 역사 속으로 사라지게 된다.

## 진(秦)나라의 행정구역
진시황은 6국을 정복하여 전국시대를 종식시키고 초기에 36군을 설치하였으며 지방관을 파견하였다. 주변정복에 따라 군이 추가되었다 여기서는 56개군(郡)으로 소개(42군설, 46군설과 48군설도)한다.
- 수도권 : 내사
- 관중 지방(關中地方) : 북지, 구원(九原), 운중, 농서, 상군(上郡), 신진중(新秦中)
- 하북 지방(河北地方) : 요동, 요서, 상당, 태원, 거록, 한단, 상곡, 우북평, 어양, 대군, 항산, 안문, 광양, 청하, 하간, 하내, 하동
- 하남 지방(河南地方) : 교동, 교서, 성양, 낭야, 박양, 동해, 제북, 임치, 동군, 설군, 삼천(三川), 탕군, 영천, 회양{혹 진군(陳郡)이라고도 한다.}, 사천
- 강남 · 파촉 지방(江南 · 巴蜀地方) : 남양, 한중, 구강, 회계, 남군, 형산, 여강, 촉군, 파군, 장사, 동정, 창오, 민중(閩中), 남해, 계림(桂林), 상군(象郡)

## 역대 군주

### 통일 이전
| 대수 | 시호                                     | 이름                  | 재위 기간                     | 능묘                    | 세계 관계                                            |
| ---- | ---------------------------------------- | --------------------- | ----------------------------- | ----------------------- | ---------------------------------------------------- |
| 추존 | -                                        | 비자(非子)            | 기원전 900년경 ~ 기원전 858년 |                         | 오래(惡來)의 5세손                                   |
| 추존 | 진후(秦侯)                               | 미상                  | 기원전 857년 ~ 기원전 848년   |                         | 비자의 아들                                          |
| 추존 | 공백(公伯)                               | 미상                  | 기원전 847년 ~ 기원전 845년   | 미상                    | 진후의 아들                                          |
| 추존 | 진중(秦仲)                               | 미상                  | 기원전 844년 ~ 기원전 822년   |                         | 공백의 아들                                          |
| 추존 | 장공(莊公)                               | 기(其)                | 기원전 821년 ~ 기원전 778년   |                         | 진중의 장남                                          |
| 01   | 양공(襄公)                               | 미상                  | 기원전 777년 ~ 기원전 766년   |                         | 장공의 차남                                          |
| 02   | 문공(文公)                               | 미상                  | 기원전 765년 ~ 기원전 716년   |                         | 양공의 아들                                          |
| 추존 | 정공(竫公, 靖公)                         | 미상                  | 즉위하지 않음, 추존           |                         | 문공의 아들                                          |
| 03   | 헌공(憲公) 영공(寧公)                    | 미상                  | 기원전 716년 ~ 기원전 704년   |                         | 정공의 아들                                          |
| 04   | 출자(出子)                               | 만(曼)                | 기원전 703년 ~ 기원전 698년   |                         | 헌공의 막내아들                                      |
| 05   | 무공(武公)                               | 미상                  | 기원전 697년 ~ 기원전 678년   |                         | 헌공의 장남                                          |
| 06   | 덕공(德公)                               | 미상                  | 기원전 677년 ~ 기원전 676년   |                         | 헌공의 아들 무공의 동생                              |
| 07   | 선공(宣公)                               | 미상                  | 기원전 675년 ~ 기원전 664년   |                         | 덕공의 장남                                          |
| 08   | 성공(成公)                               | 미상                  | 기원전 663년 ~ 기원전 660년   |                         | 덕공의 아들 선공의 동생                              |
| 09   | 목공(穆公, 繆公)                         | 임호(任好)            | 기원전 659년 ~ 기원전 621년   |                         | 덕공의 아들 성공의 동생                              |
| 10   | 강공(康公)                               | 앵(罃)                | 기원전 620년 ~ 기원전 609년   |                         | 목공의 아들                                          |
| 11   | 공공(共公)                               | 화(和) 가(貑) 도(稻)  | 기원전 608년 ~ 기원전 604년   |                         | 강공의 아들                                          |
| 12   | 환공(桓公)                               | 영(榮)                | 기원전 603년 ~ 기원전 577년   |                         | 공공의 아들                                          |
| 13   | 경공(景公) 희공(僖公)                    | 석(石)                | 기원전 576년 ~ 기원전 537년   |                         | 환공의 아들 후백거(后伯車)라는 이름은 잘못 전해진 것 |
| 14   | 애공(哀公)                               | 미상                  | 기원전 536년 ~ 기원전 501년   |                         | 경공의 아들                                          |
| 추존 | 이공(夷公)                               |                       | -                             |                         | 애공의 아들                                          |
| 15   | 혜공(惠公)                               | 미상                  | 기원전 500년 ~ 기원전 491년   |                         | 이공의 아들                                          |
| 16   | 도공(悼公)                               | 미상                  | 기원전 490년 ~ 기원전 477년   |                         | 혜공의 아들                                          |
| 17   | 여공공(厲共公)                           | 미상                  | 기원전 477년 ~ 기원전 443년   |                         | 도공의 아들                                          |
| 18   | 조공(躁公)                               | 미상                  | 기원전 443년 ~ 기원전 429년   |                         | 여공공의 아들                                        |
| 19   | 회공(懷公)                               | 미상                  | 기원전 428년 ~ 기원전 425년   |                         | 여공공의 아들                                        |
| 20   | 영공(靈公)                               | 미상                  | 기원전 424년 ~ 기원전 415년   |                         | 회공의 손자, 진소자(秦昭子)의 아들                   |
| 21   | 간공(簡公)                               | 도자(悼子)            | 기원전 414년 ~ 기원전 400년   |                         | 진소자의 동생 영공의 숙부                            |
| 22   | 혜공(惠公)                               | 미상                  | 기원전 399년 ~ 기원전 387년   | 능어(陵圉)              | 간공의 아들                                          |
| 23   | 출공(出公)                               | 미상                  | 기원전 386년 ~ 기원전 385년   |                         | 혜공의 아들                                          |
| 24   | 헌공(獻公)                               | 사습(師隰) 연(連)     | 기원전 385년 ~ 기원전 362년   | 효어(囂圉)              | 영공의 아들                                          |
| 25   | 효공(孝公)                               | 거량(渠梁)            | 기원전 361년 ~ 기원전 338년   | 제어(弟圉)              | 헌공의 아들                                          |
| 26   | 혜문왕(惠文王)                           | 사(駟)                | 기원전 337년 ~ 기원전 311년   | 공릉(公陵)              | 효공의 아들 기원전 324년, 다시 개원 후 칭왕          |
| 27   | 도무왕(悼武王) 무왕(武王) 무열왕(武烈王) | 탕(蕩)                | 기원전 311년 ~ 기원전 307년   | 영릉(永陵)              | 혜문왕의 아들                                        |
| 28   | 소양왕(昭襄王) 소왕(昭王)                | 직(稷) 칙(則)         | 기원전 306년 ~ 기원전 251년   | 지릉(芷陵)              | 혜문왕의 아들 도무왕의 이복동생                      |
| 29   | 효문왕(孝文王)                           | 주(柱)                | 기원전 250년 ~ 기원전 250년   | 수릉(壽陵)              | 소양왕의 아들                                        |
| 30   | 장양왕(莊襄王) 장왕(莊王)                | 이인(異人) 자초(子楚) | 기원전 249년 ~ 기원전 247년   | 지양(芷陽)              | 소양왕의 아들                                        |
| 31   | 시황제(始皇帝)                           | 정(政)                | 기원전 246년 ~ 기원전 210년   | 진시황릉 (秦始皇陵)     | 장양왕의 아들 전국 통일 후 칭제                      |
| 32   | 이세황제(二世皇帝)                       | 호해(胡亥)            | 기원전 209년 ~ 기원전 207년   | 진이세황릉 (秦二世皇陵) | 시황제의 아들                                        |
| 33   | -                                        | 자영(子嬰)            | 기원전 207년                  |                         | 이세황제의 조카 황제의 칭호를 포기                   |

### 통일 이후
| 대수  | 시호                             | 성명           | 성명           | 재위기간                    | 생몰                        |
| ----- | -------------------------------- | -------------- | -------------- | --------------------------- | --------------------------- |
| -     | 태상황 (太上皇) (진 시황제 추숭) | 영자초(嬴子楚) | 조자초(趙子楚) | -                           | 기원전 281년 ~ 기원전 247년 |
| 제1대 | 진 시황제 (秦始皇帝)             | 영정(嬴政)     | 조정(趙政)     | 기원전 221년 ~ 기원전 210년 | 기원전 259년 ~ 기원전 210년 |
| 제2대 | 진 이세황제 (秦二世皇帝)         | 영호해(嬴胡亥) | 조호해(趙胡亥) | 기원전 209년 ~ 기원전 207년 | 기원전 229년 ~ 기원전 207년 |
| 제3대 | 진왕 (秦王)                      | 영자영(嬴子嬰) | 조자영(趙子嬰) | 기원전 206년                | ? ~ 기원전 206년            |